# Thermalbäder Baden

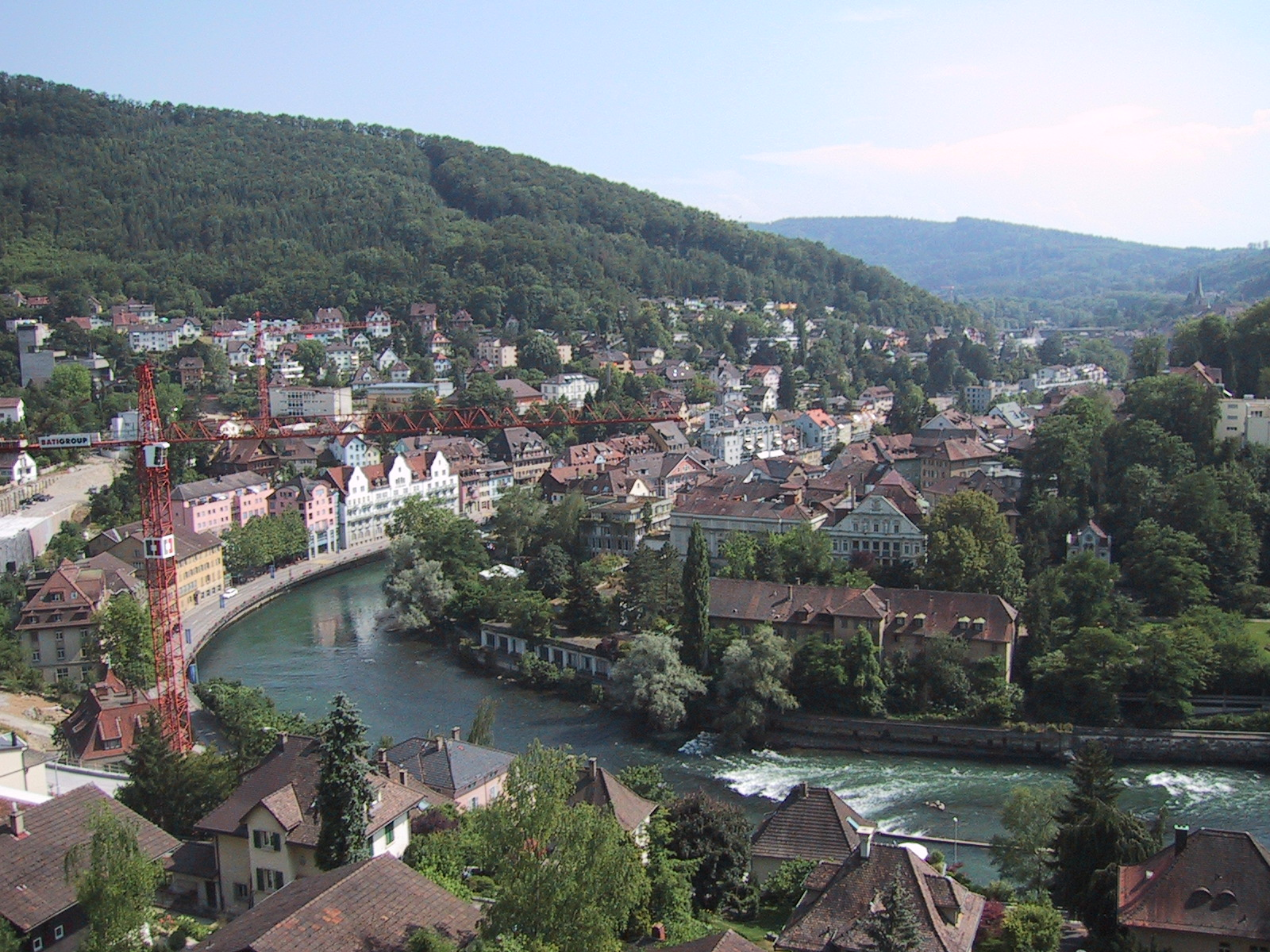
Ansicht des Bäderquartiers beidseits der Limmat (2005); rechts Baden, links Ennetbaden

Die Thermalbäder Baden sind die ältesten bekannten Thermalquellen der Schweiz. Sie liegen in Baden und im benachbarten Ennetbaden im Kanton Aargau, beidseits einer markanten Flussbiegung der Limmat. Am Schnittpunkt zwischen Schweizer Mittelland und Faltenjura fliesst das Thermalwasser durch Muschelkalkschichten und steigt im Quellbereich durch Klüfte in der darüberliegenden Keuperschicht an die Oberfläche. Von den insgesamt 21 Quellen liegen 18 in Baden und drei in Ennetbaden. Das Wasser ist durchschnittlich 46,6 °C warm und besitzt einen besonders hohen Anteil an Calcium und Sulfaten. Mit einer Gesamtmineralisation von 4450 mg/l ist es das mineralreichste des gesamten Landes.
Als erste nutzten die Kelten während der späten Latènezeit nachweislich die heilende Kraft des Thermalwassers. Zu Beginn des 1. Jahrhunderts errichteten die Römer bedeutende Thermenanlagen, in deren unmittelbarer Nähe die kleinstädtische Siedlung Aquae Helveticae entstand. Möglicherweise existierte in der Spätantike und im Frühmittelalter der Badebetrieb ununterbrochen weiter. Schriftliche Quellen über die Bäder gibt es seit dem 13. Jahrhundert. Während der Herrschaft der Habsburger und nach der Eroberung des Aargaus durch die Eidgenossen gehörte Baden zu den bedeutendsten Heilkurorten Europas und wurde von zahlreichen hochrangigen Personen besucht. Nicht zuletzt wegen der Bäder hielten die Eidgenossen hier ab 1416 ihre wichtigsten Tagsatzungen ab.
Die Anziehungskraft begann ab etwa 1500 zu schwinden und erreichte gegen Ende des 18. Jahrhunderts ihren ersten Tiefpunkt. Im 19. Jahrhundert erlebten die Bäder von Baden wieder eine Blütezeit, als Badekuren zu einem Massenphänomen wurden. Massive Investitionen in Hotels und Badeanlagen erhöhten die Attraktivität und lockten während der Belle Époque ein zahlungskräftiges internationales Publikum an. Der Niedergang setzte im Ersten Weltkrieg ein und beschleunigte sich ab den 1950er Jahren. Baden verpasste moderne Entwicklungen und um das Jahr 2000 kam der Kurbetrieb fast gänzlich zum Erliegen.
Im historischen Bäderquartier überwiegt die vom Klassizismus und Historismus geprägte Bäderarchitektur des 19. und frühen 20. Jahrhunderts, während die gotische und barocke Bausubstanz des Spätmittelalters und der frühen Neuzeit nur noch in Spuren vorhanden ist. Zu Beginn des 21. Jahrhunderts war das Gebiet sanierungsbedürftig. Neue Impulse gab ein Revitalisierungsprojekt, das im November 2021 eröffnet wurde und unter anderem eine neue Therme des Architekten Mario Botta umfasst. Gleichzeitig wurden öffentlich zugängliche Badebrunnen in Baden und Ennetbaden eingeweiht.

## Lage

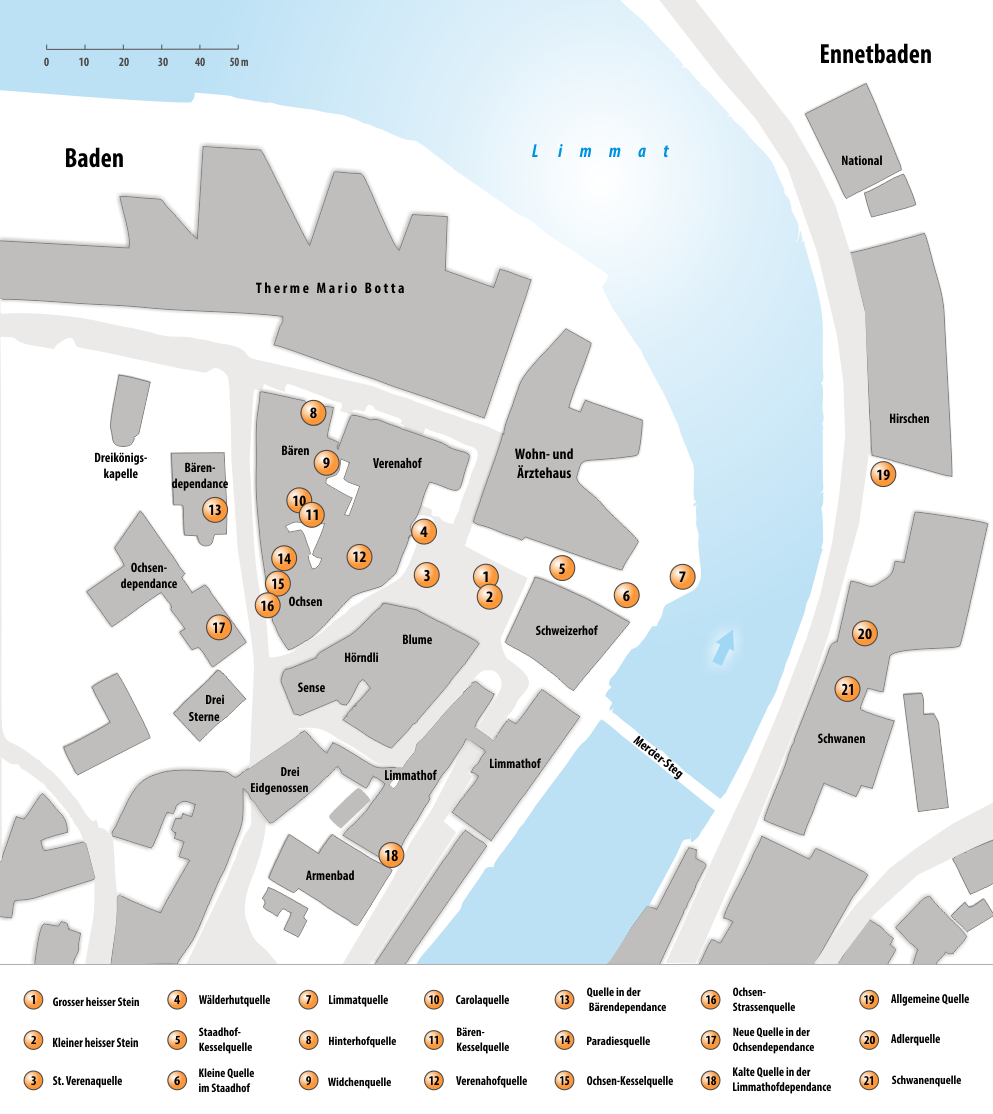
Übersichtskarte des Bäderquartiers mit Lage der Quellen (2017)

Das Bäderquartier, wie das Gebiet im Bereich der Thermalquellen genannt wird, liegt beidseits der Limmat auf einer Höhe von etwa 360 m ü. M., mit der Stadt Baden am linken und der Gemeinde Ennetbaden am rechten Ufer (Ennetbaden gehörte bis 1819 zu Baden). Die schnell fliessende Limmat, die in ein enges Flussbett gezwängt ist, kommt von Süden her. Sie stösst im Quellengebiet an den Fuss der steil aufragenden und zum Teil mit Weinreben bepflanzten «Goldwand», ändert dort ihre Fliessrichtung und wendet sich nach Westen.
Die «Grossen Bäder» von Baden, der westliche Teil des Bäderquartiers, befinden sich auf einer Geländestufe an der Innenseite der engen Flussbiegung. Der Mättelipark grenzt das Gebiet gegen Westen ab, während eine steile Böschung an der Südwestseite eine natürliche Grenze zum rund 20 Meter höher gelegenen Haselfeld bildet. Dort erstreckt sich der Kurpark mit dem Kursaal und dem Kurtheater Baden. Die «Kleinen Bäder» von Ennetbaden, der östliche Teil des Bäderquartiers, bestehen aus einer Häuserzeile dem Flussufer entlang.
Zwei Brücken führen über den Fluss. Die 1874 eröffnete Schiefe Brücke weist eine Neigung von 7,5 % auf, um den Höhenunterschied von neun Metern zwischen dem Badener und dem tiefer gelegenen Ennetbadener Ufer auszugleichen. Seit 1968 besteht der Mercier-Steg, benannt nach dem französischen Bademasseur Henri Mercier, der sich auch als Lokalhistoriker betätigte.

## Geologie
| Kationen  | mg/l    | Anionen          | mg/l    |
| --------- | ------- | ---------------- | ------- |
| Ammonium  | 0.78    | Fluorid          | 3.1     |
| Lithium   | 4.8     | Chlorid          | 1185    |
| Natrium   | 720     | Bromid           | 2.5     |
| Kalium    | 663     | Iodid            | 0.009   |
| Magnesium | 99      | Nitrat           | < 0.5   |
| Calcium   | 503     | Hydrogenkarbonat | 487     |
| Strontium | 6.2     | Sulfat           | 1375    |
| Eisen     | 0.013   | Hydrogenphosphat | 0.05    |
| Mangan    | 0.016   | Hydrogenarsenat  | 0.1     |
| Kupfer    | < 0.005 | Molybdän         | < 0.005 |
| Zink      | < 0.01  |                  |         |
| Blei      | 0.002   |                  |         |
| Aluminium | 0.018   |                  |         |

Die Thermalquellen gehören zu den am besten erforschten der Schweiz. Bis heute konnte nicht restlos geklärt werden, wo das Wasser versickert, das hier wieder an die Oberfläche tritt. Baden und Ennetbaden liegen am Schnittpunkt von Schweizer Mittelland und Faltenjura, was sich in starker Faltenbildung bemerkbar macht. Dominierend ist die Lägern, ein bis zu 866 m hoher Höhenzug, der sich vom Limmatufer aus rund zehn Kilometer in östlicher Richtung erstreckt. Deren Gesteinsmassen stammen zum grössten Teil aus den geologischen Zeitaltern des Juras und der Trias. Letztere gliedert sich (von unten nach oben) in Schichten aus Buntsandstein, Muschelkalk und Keuper.
Im Quellengebiet reicht die wasserführende Muschelkalkschicht bis 28 Meter unter die Oberfläche. Sie wird von wasserundurchlässigem Keuper sowie von eiszeitlichem Schotter überlagert. Durch beständige Erosionstätigkeit der Limmat und tektonische Störungen ist der Keuper in diesem Bereich stark zerklüftet, so dass das Thermalwasser trotz fehlender Muschelkalk-Aufschlüsse austreten kann. Dies geschieht unter hohem artesischen Druck: Auf Ennetbadener Seite etwa liegt der Druckspiegel zehn Meter über dem Wasserspiegel der Limmat. Die Quellen bilden ein zusammenhängendes System nach dem Prinzip der kommunizierenden Röhren: Wird eine Quelle reguliert oder ein neuer Austritt geschaffen, hat dies Auswirkungen auf die Leistung aller anderen Quellen. Veränderungen an den Quellfassungen und Eingriffe in die Keuperschicht können gravierende Auswirkungen haben, im schlimmsten Fall ein Versiegen aller Quellen.
Nach heutigem Erkenntnisstand handelt es sich beim Badener Thermalwasser fast vollständig um Niederschlagswasser, das unterschiedlich lange im Boden verweilte. Analysen radioaktiver Isotope deuten auf vier Komponenten hin. Den grössten Anteil macht mehr als 1000 Jahre altes Wasser mit Mineralstoffen aus Evaporitgesteinen der mittleren Trias aus. Es stammt überwiegend aus dem westlich gelegenen Jura und gelangt durch ostwärts streichende Überschiebungsflächen bis ins kristalline Grundgebirge, wo es wieder aufsteigt. Dass ein Teil dieses kristallinen Wassers aus dem im Norden gelegenen Schwarzwald stammt, ist nicht ganz auszuschliessen. Dazu müsste es unter dem schwer durchlässigen Nordschweizer Permokarbontrog hindurch fliessen. Hinzu kommen wenige Jahre altes Talgrundwasser mit geringerem Mineralgehalt, Kluftgrundwasser aus Muschelkalkschichten der Müseren-Hochebene am westlichen Stadtrand sowie ein kleiner Anteil an Tiefengrundwasser aus mehreren Kilometer tief liegenden Granitschichten.

## Merkmale des Thermalwassers
Die Menge des austretenden Thermalwassers beträgt im Durchschnitt etwa 700 l/min, also rund eine Million Liter täglich. Gelegentlich können Schwankungen zwischen 600 und 900 l/min auftreten, es wurden aber auch schon Extremwerte von 540 und 980 l/min gemessen. Die Ergussmenge steht in Zusammenhang mit der Niederschlagsmenge, und zwar in einem zeitlichen Abstand von etwa zehn bis elf Monaten. Dabei ist festzuhalten, dass die Quellwassermenge weniger ausgeprägte Schwankungen aufweist als die Niederschlagsmenge. Einzelne niederschlagsarme und -reiche Monate wirken sich somit weniger stark aus als länger anhaltende Trocken- und Feuchtperioden. Das klare Thermalwasser riecht auffällig nach Schwefelwasserstoff, wobei die Geruchsintensität je nach Quelle oder Leitung unterschiedlich sein kann. Hingegen ist der Geschmack nicht sonderlich charakteristisch.
Das Thermalwasser zeichnet sich durch eine hohe Gesamtmineralisation von 4450 mg/l aus und gilt als das mineralreichste der Schweiz. Besonders hoch ist der Anteil an Calcium und Sulfaten. Der hohe Calciumgehalt und die bei der Oxidation der Quellgase entstehenden Salzablagerungen führen im Bereich der Quellen und bei allen Einrichtungen, die in Kontakt mit dem Wasser kommen, zu bedeutenden Sinter-Ablagerungen. Die mittlere Temperatur des Wassers beträgt 46,6 °C, wobei je nach Quelle Schwankungen zwischen 45 und 49 °C auftreten. Mit einem pH-Wert von 6,43 ist das Wasser leicht sauer. Es besitzt eine positive Allgemeinwirkung auf den ganzen Organismus, vor allem auf das vegetative Nervensystem. Besonders geeignet sind Badekuren bei rheumatischen Beschwerden, mechanischen Schädigungen, gewissen neurologischen Erkrankungen sowie Stoffwechselstörungen.
Es werden 18 Quellen gefasst, davon zwei in Ennetbaden. Nicht genutzt werden zwei Quellen in Baden und eine in Ennetbaden. Alle 21 Quellen sind in einem Gebiet beidseits der Limmat angeordnet, das sich 180 Meter in West-Ost-Richtung und 50 Meter in Nord-Süd-Richtung erstreckt. Die ergiebigste Quelle ist der Grosse Heisse Stein mitten auf dem Hauptplatz des Bäderquartiers, benannt nach einer mächtigen Steinplatte, welche die Quellmündung überdeckt. Die Limmatquelle, die einst in den Fluss austrat, wird unmittelbar am Flussufer gefasst. Im Mittelalter galt die St. Verenaquelle als besonders heilsam bei Unfruchtbarkeit, weshalb sie nach der Heiligen Verena benannt ist, der Patronin der ehelichen Liebe. Eine Besonderheit ist die nicht mehr genutzte Kalte Quelle in der Limmathofdependance: Ihr Wasser ist in der Zusammensetzung zwar identisch mit jenem der übrigen Quellen, mit einer Temperatur von 21,5 °C aber deutlich kühler.

## Architektur des Bäderquartiers

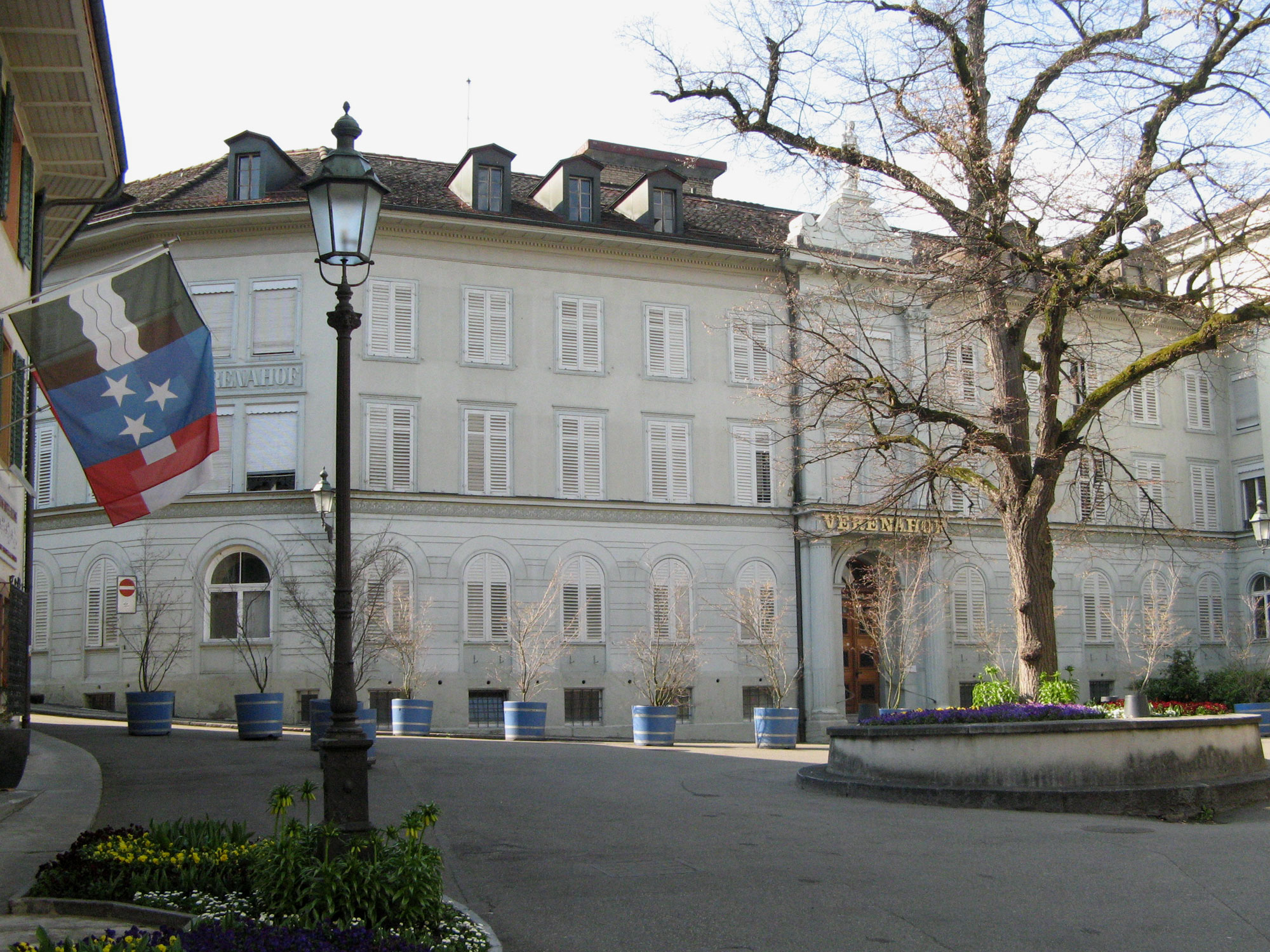
Hotel Verenahof

Durch die Lage an der Innenseite des Limmatknies und unterhalb einer Böschung ist der Badener Teil des Bäderquartiers aus siedlungsgeographischer Sicht vom Rest der Stadt isoliert. Die um den Kurplatz, die Bäderstrasse und die Limmatpromenade gruppierten Gebäude sind dicht gedrängt und teilweise ineinander verschachtelt. Während die gotische und barocke Bausubstanz des Spätmittelalters und der frühen Neuzeit nur noch in Spuren vorhanden ist, überwiegt die klassizistische und historistische Bäderarchitektur des 19. Jahrhunderts. Architektonische Bezugspunkte bestehen zum Ennetbadener Teil am gegenüberliegenden Flussufer.

### Kurplatz

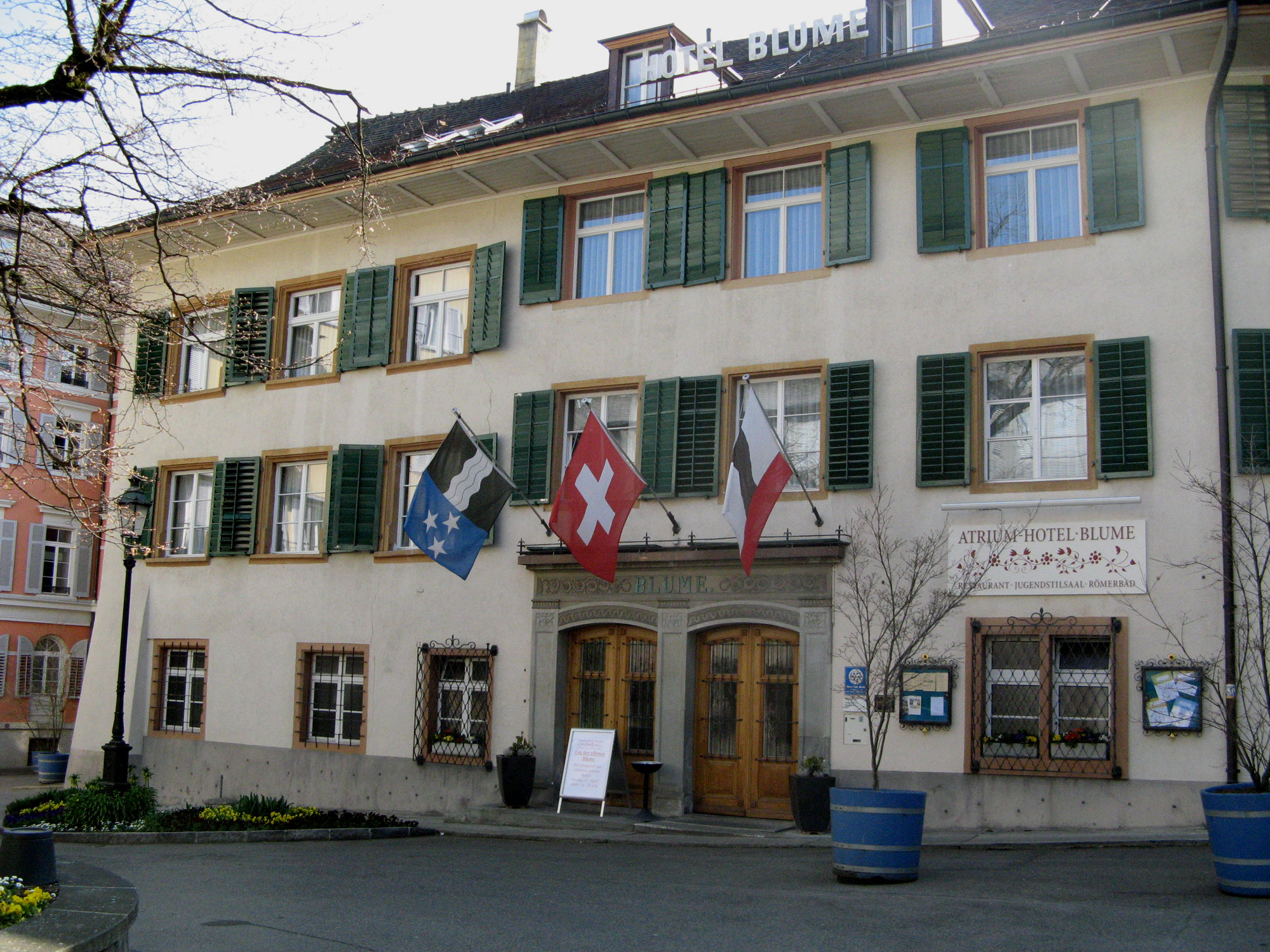
Hotel Blume

Der Kurplatz ist der Mittelpunkt des Bäderquartiers auf Badener Seite und wird insbesondere vom dreigeschossigen Hotel Verenahof geprägt. Nach dem Fund einer neuen Quelle entstand es 1844/45 über den Grundmauern zweier älterer Herbergen («Zum Löwen» und «Zum Halbmond»), die bis in die Mitte des 14. Jahrhunderts zurückreichen. Das streng klassizistische, von Joseph Caspar Jeuch entworfene Bauwerk wurde 1872 durch den Abriss des benachbarten Gasthauses «Zur Sonne» erweitert und erhielt dabei einen neuen Haupteingang in einem risalitartig ausgebildeten Portalbau. Auf dem mit Voluten verzierten Giebelabschluss steht eine Verena-Statue, wahrscheinlich ein Werk des Bildhauers Robert Dorer. Das seit 2002 leerstehende Hotel soll vollständig entkernt werden; nur Fassaden, Dach und Lichthöfe bleiben erhalten. Geplant war die Errichtung einer Glaskuppel, wofür die kantonale Denkmalpflege aber keine Bewilligung erteilte.

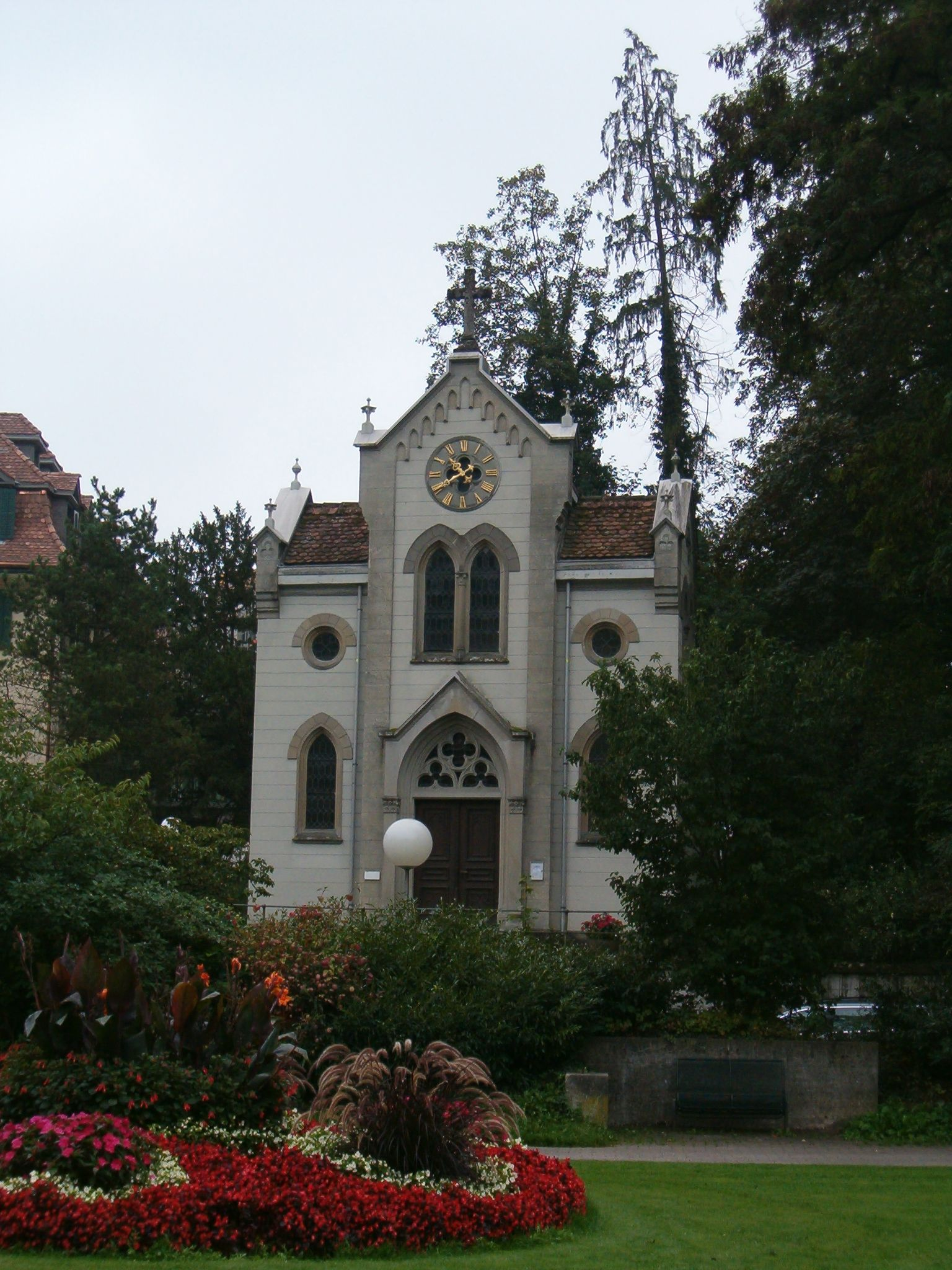
Dreikönigskapelle

1421 erstmals erwähnt, ist das Hotel Blume das einzige, das bis heute ununterbrochen in Betrieb ist. Der im Neorenaissance-Stil gehaltene Südtrakt ist einem italienischen Palazzo nachempfunden. Er erhielt 1872 seine heutige Gestalt nach einem Neubau durch Robert Moser, während die übrigen klassizistischen Gebäudeteile aus der Zeit um 1800 stammen. Im Innern ist ein Lichthof mit Glasdach und allegorischem Wandbild zu finden. Der Schweizerhof (bis 1855 «Raben» genannt) reicht bis in die Zeit um 1300 zurück und ist somit das älteste bekannte Gasthaus in Baden. Um 1830 wurde das zuvor bestehende spätmittelalterliche Doppelhaus abgerissen und durch einen einfachen Biedermeier-Bau ersetzt. 1910 erfolgten Umbau und Erweiterung im Heimatstil.

### Bäderstrasse

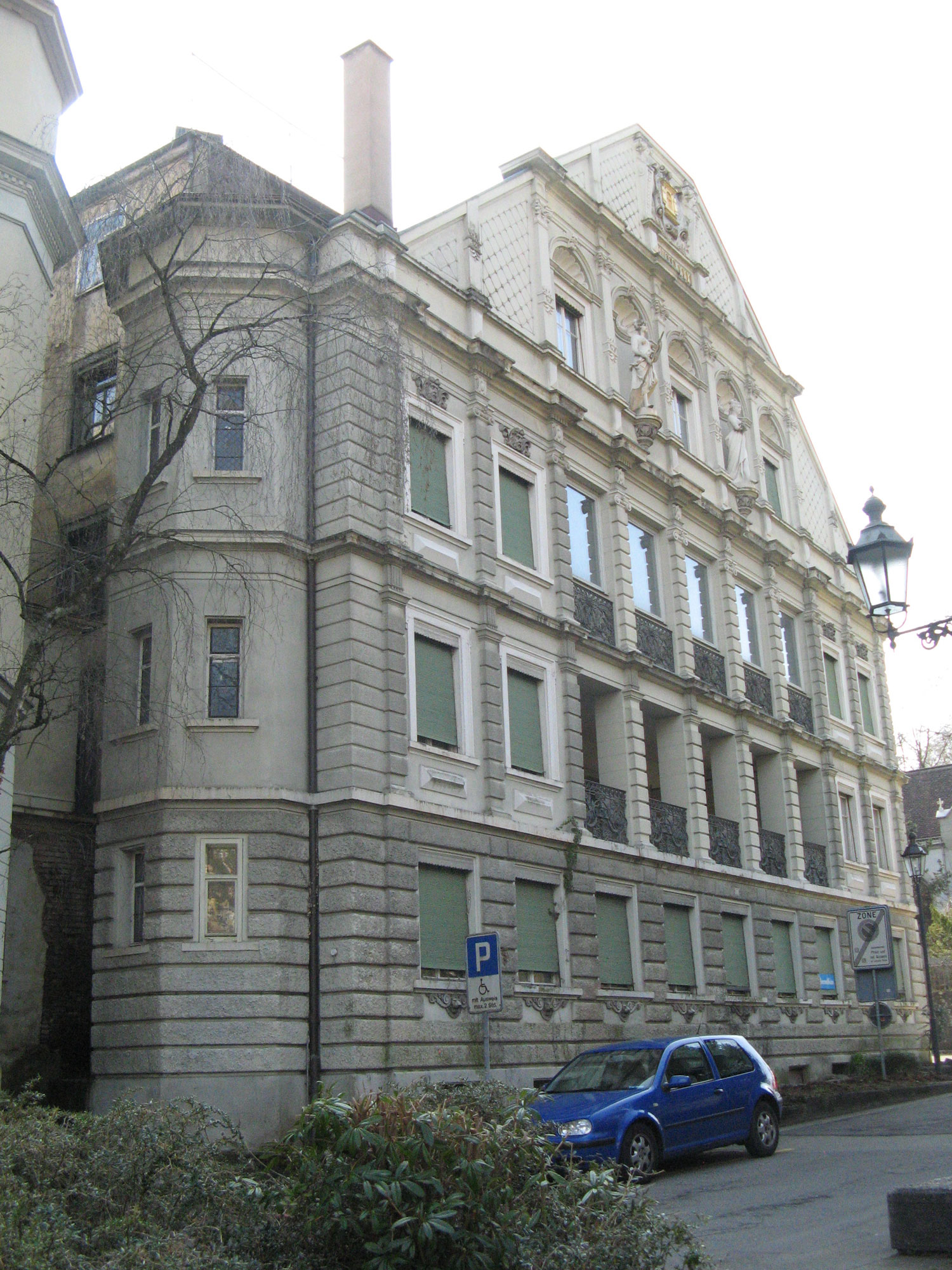
Schaufassade des Hotels Bären

Auf einer Terrasse beim nördlichen Ende der Bäderstrasse steht die Dreikönigskapelle. Das von Robert Moser entworfene Bauwerk entstand 1882 im neogotischen Stil. Dessen Stirnpartie ist als übergiebelter Vorbau mit seitlich querstehenden Annexen ausgeführt. Das Altarbild im Chor ist ein Werk von Joseph Balmer aus dem Jahr 1887 und stellt die Heiligen Drei Könige dar. Die Kapelle ersetzte den wenige Meter nördlich davon stehenden, aus der Zeit um 1100 stammenden romanischen Vorgängerbau, der jahrzehntelang dem Zerfall überlassen worden war und schliesslich der Parkanlage des Grand Hôtels weichen musste. Dieses Luxushotel zwischen dem Nordende der Bäderstrasse und dem Ufer der Limmat war 1876 eröffnet worden, ging über sechs Jahrzehnte später in Konkurs und wurde 1944 gesprengt. Zunächst noch bestehen blieb sein Annexbau, das aus dem Jahr 1860 stammende Römerbad, bis es schliesslich 2017 abgebrochen wurde, um Platz für die neue Therme von Mario Botta zu schaffen.

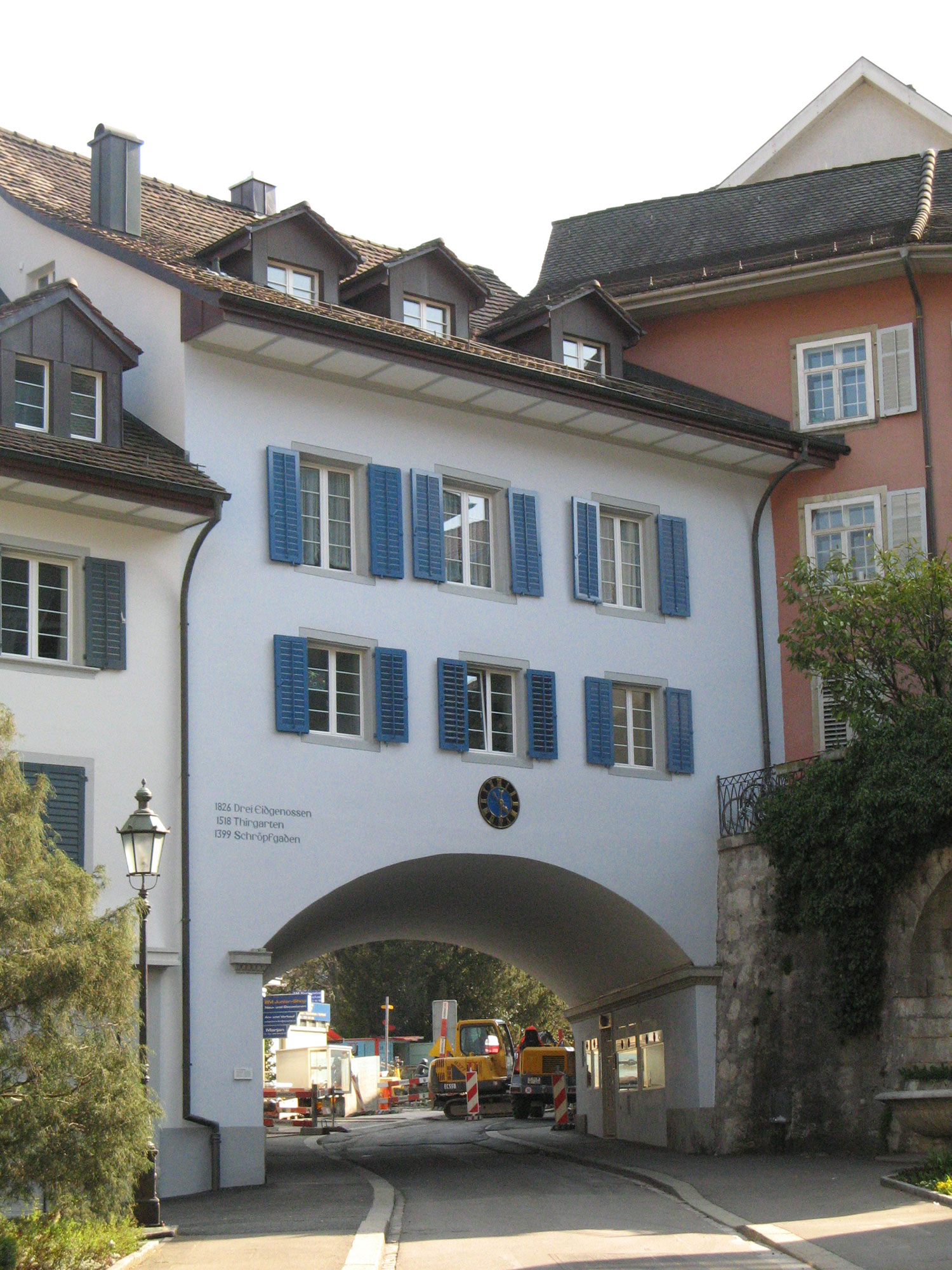
Haus «Drei Eidgenossen» mit Tor

Das Hotel Bären, erstmals 1361 als Badehaus erwähnt, entstand 1569 nach einem Brand vollständig neu. Dabei kamen die Trakte direkt über den mittelalterlichen Badgewölben zu liegen. Dem Nordtrakt vorangestellt ist ein neunachsiger Fassadenvorbau. Der damalige Besitzer liess ihn 1881 errichten, damit sein Betrieb dem Grand Hôtel zumindest äusserlich etwas entgegenzusetzen hatte. Die mächtige Schaufront ist durch Säulen hierarchisch gegliedert und gehört mit ihren detailreichen Verzierungen, die Wasser und Gesundheit thematisieren, zu den herausragendsten Beispielen der Neorenaissance in der Schweiz. Das seit 1987 leerstehende Hotel soll umgebaut und mit dem Verenahof verbunden werden; die Schaufront wird dabei erhalten bleiben. An den Bären angebaut ist das ebenfalls 1569 neu erbaute Hotel Ochsen, dessen barockes Äusseres mit vereinzelten Renaissance-Elementen bis heute weitgehend erhalten blieb (abgesehen vom spätklassizistischen Eingangsbereich). Auf der anderen Seite der Bäderstrasse stehen zwei einfacher gestaltete Gebäude, die Bärendependance und die Ochsendependance.
Kurz vor dem Neubau der Bäderstrasse riss man 1826 die Häuser «Tiergarten» und «Schröpfgaden» ab und ersetzte sie durch das Haus «Drei Eidgenossen». Mit seinem breiten gewölbten Durchgang ist es einem mittelalterlichen Stadttor nachempfunden. Neben dem Tordurchgang steht seit 1829 in der Nische einer Stützmauer ein klassizistischer Brunnen. Angefertigt von der Werkstatt des Hieronymus Moser in Würenlos, besteht er aus einem ovalen Becken und einem Brunnenstock in Form einer Säulentrommel.
Knapp ausserhalb des historischen Bäderquartiers steht das 1834 durch einen unbekannten Architekten erbaute Haus «Zum Schiff». Das in den Steilhang zur Limmat hin gebaute klassizistische Gebäude galt eine Zeitlang als eines der vornehmsten Hotels in Baden. 1847 fand hier das Festbankett anlässlich der Eröffnung der ersten Bahnstrecke der Schweiz statt. Von 1928 bis 2000 war es ein Sanatorium im Besitz der Schweizerischen Unfallversicherungsanstalt. Das benachbarte Haus «Zum Freihof» entstand ebenfalls 1834 und wurde 1861/62 durch Joseph Caspar Jeuch umgebaut. 1890 übernahm der Kanton Aargau das Hotel und richtete darin das Volksheilbad für Bedürftige ein. Heute ist es nach mehreren Umbauten eine private Rehabilitationsklinik. Die beiden Häuser stehen gegenüber dem Kurpark, der das Bäderquartier vom Stadtzentrum abgrenzt. In der Mitte des Parks befindet sich der 1875 von Robert Moser erbaute Kursaal, der seit 2002 von der Spielbank Grand Casino Baden genutzt wird.

### Limmatpromenade

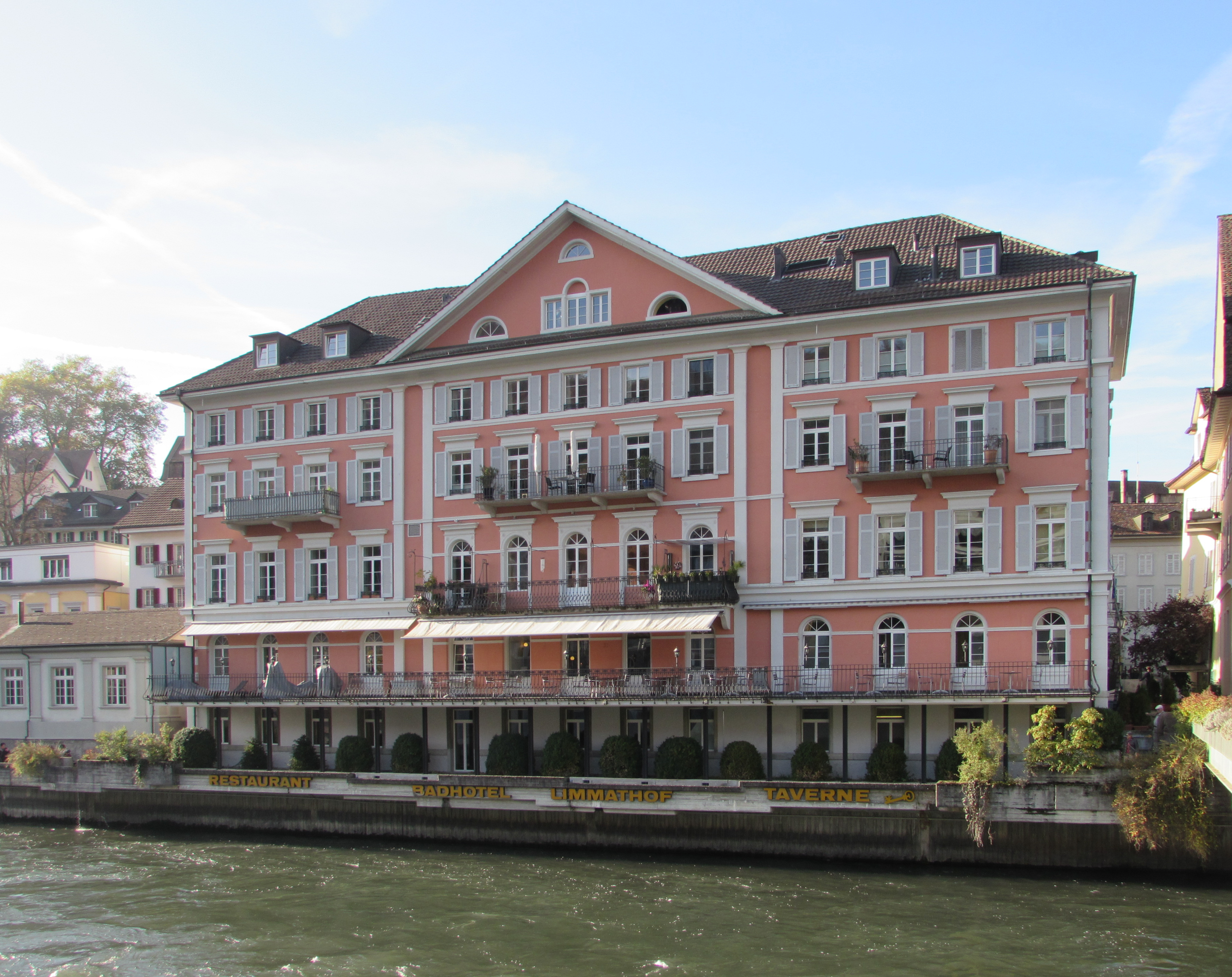
Hotel Limmathof

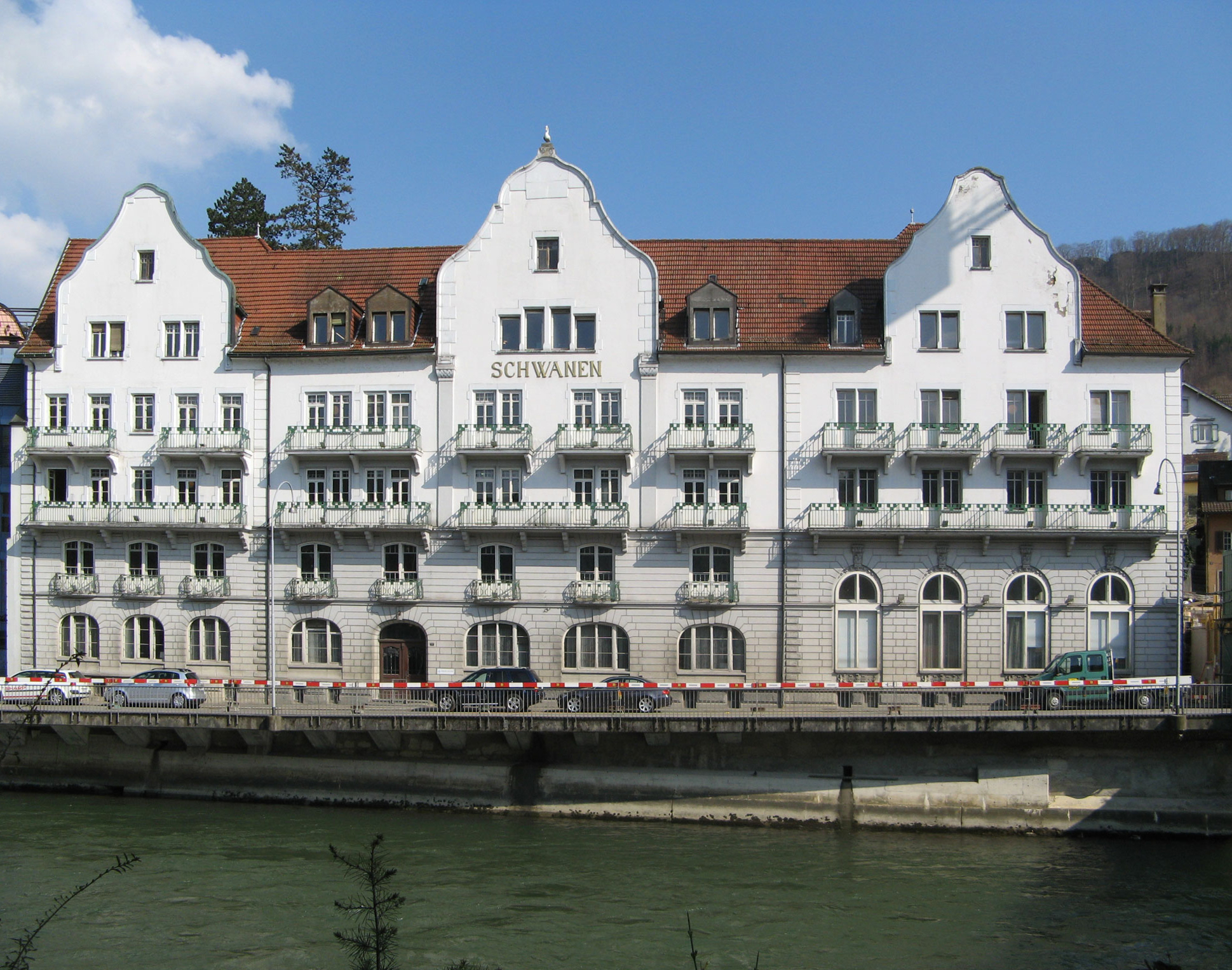
Hotel Schwanen

Die Limmatpromenade beginnt in der Nähe der Altstadt und zieht sich dem linken Flussufer entlang bis zum Kurplatz. Unmittelbar nördlich der Schiefen Brücke steht das hallenartige «Städtische Inhalatorium». Dieses eingeschossige, lang gestreckte Gebäude wurde 1835 im klassizistischen Stil erbaut und ist durch toskanische Sandsteinpilaster in 13 Achsen geteilt. Es war zunächst für Trinkkuren bestimmt, ab 1851 konnte hier auch gebadet werden. Der Badebetrieb endete 1987; seit der anschliessenden Gesamterneuerung enthält der Nordteil das neu eingerichtete Bäderarchiv. Die gegenüberliegende, sehr schlicht gehaltene Armenbadeanstalt stammt aus dem Jahr 1836.
Zwischen dem Inhalatorium und dem Mercier-Steg prägt das Hotel Limmathof die Silhouette des Bäderquartiers an entscheidender Stelle. Dazu trägt insbesondere die auf den Fluss ausgerichtete viergeschossige Schaufront mit dreizehn Fensterachsen, Walmdach und markantem Quergiebel bei. Das mächtig wirkende, in strengen klassizistischen Formen gehaltene Bauwerk entstand 1834/35. Der 1910 hinzugefügte Terrassenvorbau im Erdgeschoss wurde 1965 auf die gesamte Breite der Schaufront verlängert. Die Formensprache entspricht jener einer kleinen Villa, die in einen grossen Massstab übertragen wurde. Der Saal im ersten Obergeschoss ist mit pompösen neobarocken Stuckaturen ausgestattet. Eine 1846 erbaute, zweigeschossige Verbindungsbrücke führt über die Strasse zur gleichzeitig entstandenen Limmathofdependance mit dem Restaurant «Goldener Schlüssel».

### Ennetbaden
Die Architektur in Ennetbaden ist halb städtisch und halb ländlich geprägt. Das Hotel Schwanen beim Mercier-Steg entstand 1842/43 als Dependance eines nicht mehr bestehenden Hotels und wurde bis 1910 in mehreren Etappen auf den heutigen Umfang erweitert. Die Schaufassade ist ein biedermeierliches Gegenstück zum Limmathof am anderen Flussufer. Das viergeschossige Gebäude wirkt auf den ersten Blick symmetrisch, offenbart aber zahlreiche Unregelmässigkeiten, die auf die Struktur der Vorgängerbauten zurückzuführen sind. Drei markante zweigeschossige Jugendstil-Quergiebel prägen die Dachpartie. Der Hotelbetrieb endete 1976 und soll Ende 2017 nach einem 60 Millionen Franken teuren Umbau, der auch Miet- und Eigentumswohnungen umfasst, wieder aufgenommen werden.
Das nördlich angrenzende Hotel Hirschen wurde 2009 durch einen modernen Neubau ersetzt. Ebenso gestaltete man den dazwischen liegenden Hirschenplatz neu, der einst der Mittelpunkt der Kleinen Bäder gewesen war. Blickfang ist ein 1942 von Karl Otto Hügin gestalteter Brunnen, der aus mehreren tausend Mosaiksteinen zusammengesetzt ist. Der restaurierte Brunnen stand zuvor im Innern des abgebrochenen Hotels und stellt eine Badeszene dar.

## Geschichte

### Prähistorische Nutzung
In der Mittelsteinzeit vor 11'500 bis 8'000 Jahren begannen Menschen in der Region zu leben, eine dichtere Besiedlung setzte in der späteren Jungsteinzeit vor 4'500 Jahren ein. Vermutet wird, dass die offen austretenden Quellen und ihre Heilwirkung den Menschen damals schon bekannt waren. Ebenso dürften kultische Handlungen wie rituelle Bäder und Reinigungszeremonien vollzogen worden sein. Ob während der Bronzezeit versucht wurde, die Quellen zu fassen, konnte bisher nicht nachgewiesen werden. Im Kappelerhofquartier, einen halben Kilometer westlich der Bäder, entstand während der Hallstattzeit (ca. 800 v. Chr.) eine keltische Siedlung. Deren Bewohner suchten die Quellen regelmässig auf, wie zahlreiche gefundene Münzen sowie Keramik aus der späten Latènezeit bezeugen.

### Römische Thermen von Aquae Helveticae
Nach den augusteischen Alpenfeldzügen besetzten die Römer 15 v. Chr. das Schweizer Mittelland. Im heutigen Windisch errichteten sie einen Stützpunkt, den die Legio XIII Gemina ab 14 n. Chr. zum Militärlager Vindonissa ausbaute. Um die Zeitenwende entstand fünf Kilometer östlich davon auf dem Haselfeld die Siedlung Aquae Helveticae. Erste römische Baumassnahmen bei den Quellen sind ebenfalls um diese Zeit nachweisbar. Im Zusammenhang mit der Errichtung grösserer Thermen stehen umfangreiche Bauarbeiten in den Jahren 18 bis 21; zwischen 29 und 33 folgte ein weiterer Ausbau. Instabiler Grund im nordöstlichen Teil machte um das Jahr 56 umfangreiche Um- und Neubauten erforderlich. Die Legionäre nutzten die Thermen rege. Vermutlich führten sie die Bauarbeiten zum grössten Teil selbst aus, denn nur die Armee besass das dafür notwendige bautechnische und architektonische Wissen. Die massive Bauweise und der massenhafte Einsatz gebrannter Tonziegel, wie sie für den Mittelmeerraum typisch sind, deuten ebenfalls darauf hin.
Tacitus schreibt in den Historien, dass die in Vindonissa stationierte Legio XXI Rapax im Vierkaiserjahr 69 einen nahen, «wie eine Kleinstadt gebauten, seiner heilsamen Wasser wegen viel besuchten Badeort» zerstörte. Mit grosser Wahrscheinlichkeit meinte er damit Aquae Helveticae. Tatsächlich lassen sich für diese Zeit grossflächige Brandspuren auf dem Haselfeld und in Ennetbaden feststellen. Die Thermenanlagen selbst scheinen nicht betroffen gewesen zu sein. Die rasch wiederaufgebaute Siedlung entwickelte sich zu einem wohlhabenden Ort. Im Jahr 101 zog die Armee aus Vindonissa ab, das Ausbleiben der militärischen Kundschaft hatte aber keine Auswirkungen. Die Thermen erlebten im 2. und frühen 3. Jahrhundert ihre Blütezeit. Der Fremdenverkehr bildete die wirtschaftliche Grundlage des Ortes, zusätzlich förderte die Lage an der Brücke über die Limmat das lokale Gewerbe und den Handel. Schriftliche Quellen über Besucher fehlen nahezu vollständig, so dass über ihre Herkunft nur spekuliert werden kann. Spuren ihres Besuchs hinterliessen sie in Form von Souvenirs, die an verschiedenen Orten des Römischen Reichs gefunden wurden. Dazu gehören insbesondere bronzene Messerscheidenbeschläge des Handwerkers Gemellianus, die mit dem Ortsnamen verziert waren.
Während der Reichskrise des 3. Jahrhunderts begann der Abstieg. Wiederholt durchbrachen die Alamannen den Limes. Insbesondere zwischen 259 und 270 häuften sich Überfälle und Plünderungszüge. Um 270 zerstörte ein Brand einen grossen Teil von Aquae Helveticae. Die verbliebene Bevölkerung gab die Siedlung im 4. Jahrhundert allmählich auf und zog sich in den Bereich der Bäder zurück. Für diese Zeit lassen sich der Bau einer Wehrmauer entlang der Hangkante des Haselfelds sowie mehrmalige Erneuerungen der Badebecken nachweisen. Münzfunde belegen eine Nutzung der Quellen bis ins 5. Jahrhundert und darüber hinaus.

### Siedlungsentwicklung und Herrschaftswechsel
Es gibt verschiedene Hinweise, dass auch im Frühmittelalter ein Badebetrieb existierte. Der Glanz der römischen Ära war längst verflogen und die Gebäude waren verfallen, doch wird angenommen, dass die spätrömischen Bassins weiterhin genutzt wurden. Während der merowingischen und karolingischen Herrschaft gehörten die Quellen zum Königsgut. Knapp einen Kilometer südlich davon bildete sich an der Engstelle zwischen der Lägern und dem Schlossberg die spätere Altstadt. Die Herausbildung zweier Siedlungskerne in unmittelbarer Nachbarschaft ist auf unterschiedliche Rechtsansprüche des Königs und des regionalen Adels zurückzuführen. Der um 1030 erstmals erwähnte Ortsname Baden für den jüngeren Siedlungskern ist eine Ableitung des lateinischen Aquae. Somit waren die Thermalquellen und der Badebetrieb bedeutende Identifikationsmerkmale.
Durch Territorialisierung gelangten die Bäder im späten 11. Jahrhundert in den Besitz der Lenzburger. An ihre Stelle traten 1173 die Kyburger, die ihrerseits 1273 von den Habsburgern abgelöst wurden. Während der Herrschaft dieser Adelsgeschlechter erfolgten ein markanter Ausbau der Bäder und die Neufassung von Quellen, die seit der Römerzeit nicht mehr unterhalten worden waren. Die Siedlung entwickelte sich zu einem der bedeutendsten Heilkurorte Europas und glich zunehmend einer Kleinstadt. Dazu trugen auch der Bau einer Mauer und der Dreikönigskapelle um 1100 bei. Allerdings diente die Mauer eher als Abgrenzung und bot kaum wirksamen Schutz. Aufgrund der Anzahl der Quellen unterschied man zwischen den «Grossen Bädern» am linken Ufer der Limmat und den erstmals 1347 erwähnten «Kleinen Bädern» am rechten Ufer; die gesamte Bädersiedlung wurde auch Niederbaden genannt. Über den Fluss verkehrte eine Fähre.

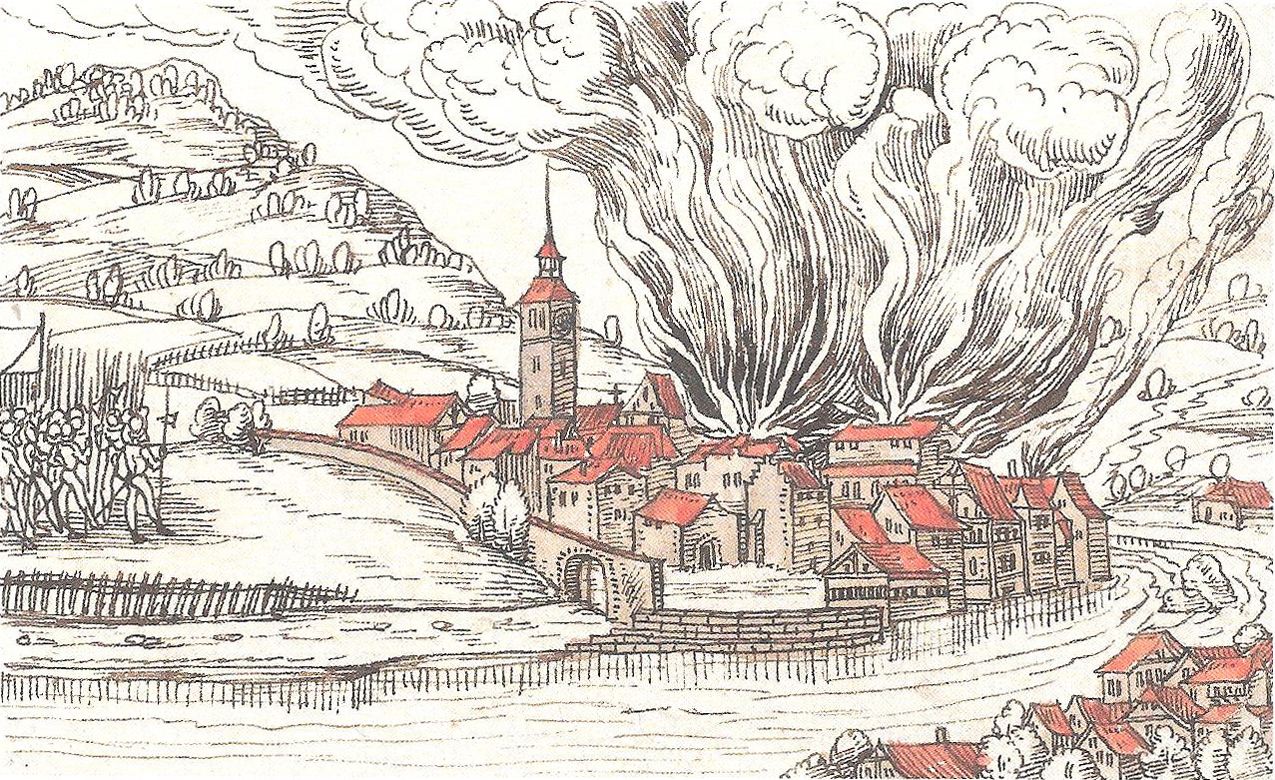
Brand der Bäder im Jahr 1444; Darstellung in der Chronik von Christoph Silberysen

Kriegerische Ereignisse unterbrachen wiederholt die Entwicklung. Mehrmals waren die Bäder Ziel von Plünderungen und Brandschatzungen durch vorbeiziehende Heere. Truppen aus Zürich brannten an Heiligabend 1351 die Bädersiedlung nieder, nachdem es ihnen nicht gelungen war, die Stadt einzunehmen. Im Dezember 1375 richtete ein Angriff der Gugler ebenfalls grosse Schäden an. Während des Sempacherkriegs plünderten Zürcher und Schwyzer im Juli 1388 die Bäder erneut. Während des Alten Zürichkriegs, als sich Zürich mit den Habsburgern gegen die übrigen Orte der Eidgenossenschaft verbündete, versuchte ein Söldnertrupp unter dem Kommando von Hans von Rechberg am 22. Oktober 1444 die Stadt einzunehmen. Die Söldner wurden zurückgedrängt, woraufhin sie die weitgehend ungeschützte Bädersiedlung plünderten und niederbrannten.
Bereits unter habsburgischer Herrschaft etablierte sich Baden als Tagungsort bei Schiedsverhandlungen. Einerseits war die Burg Stein oberhalb der Stadt damals Sitz des zentralen Archivs der Habsburger, andererseits bot die Bädersiedlung genügend Unterkünfte, Annehmlichkeiten und Vergnügungen für Besucher. Die Bedeutung als Versammlungsort nahm nach der Eroberung des Aargaus durch die Eidgenossen im April und Mai 1415 markant zu. Ab 1416 trafen sich die Abgesandten der Acht Alten Orte in Baden mindestens einmal jährlich zur Tagsatzung. Die wichtigsten hier verhandelten Geschäfte betrafen die Jahresrechnungen der Gemeinen Herrschaften, der gemeinsam eroberten und verwalteten Untertanengebiete. Die Tagsatzungen fanden im Rathaus statt, während die Bäder oft als Treffpunkt für informelle Gespräche dienten.

### Badekultur und rechtliche Bestimmungen

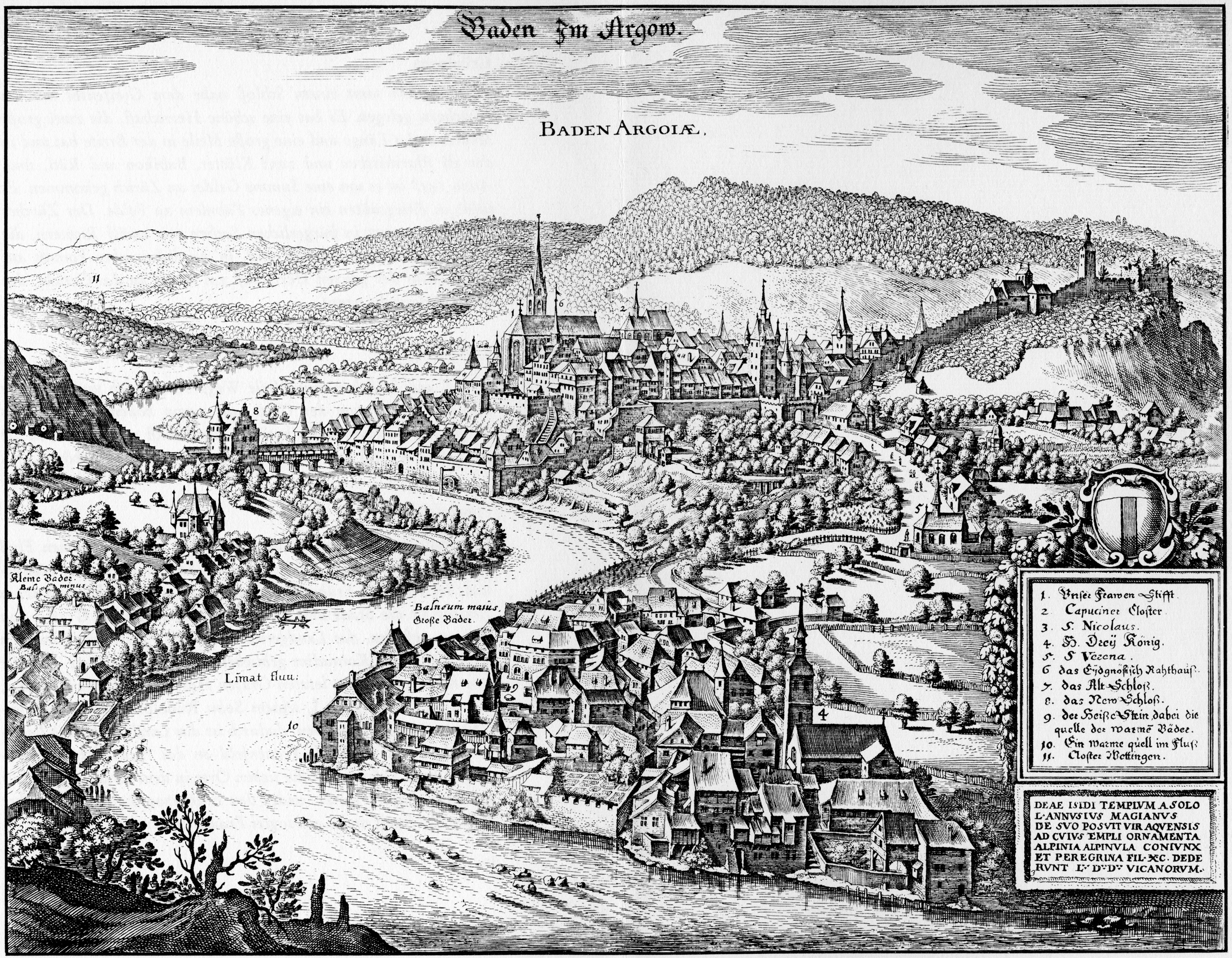
Ansicht von Baden in der Topographia Germaniae (1642), vorne das Bäderquartier

Dem sozialen Status der Besucher entsprechend bildete sich eine deutliche Hierarchisierung der Unterkünfte und Bäder heraus. Die Spitze bildeten zwei Badegasthöfe, die im frühen 12. Jahrhundert entstanden waren: Der 1293 erstmals erwähnte «Schinderhof» (seit dem frühen 16. Jahrhundert als «Hinterhof» bezeichnet) und der 1361 erstmals erwähnte «Hof nid dem Rain» (1467 in «Staadhof» umbenannt). In diesen herrschaftlichen Häusern stiegen insbesondere weltliche und geistliche Würdenträger mit ihrem Gefolge ab. Eine Stufe darunter standen Gasthäuser mit eigenen Quellen (oder einem Anteil daran), denen es ebenfalls gestattet war, Privatbäder anzubieten. Unteren sozialen Schichten waren die übrigen Gasthäuser vorbehalten, die lediglich Unterkunft boten. Ihre Gäste mussten die zwei öffentlichen Bäder (Verenabad und Freibad) nutzen. In allen Fällen mussten Bettzeug und Verpflegung selbst mitgebracht werden. Vermögende Gäste luden sich gegenseitig zu Banketten ein. Seit 1377 besass das Gasthaus «zum Schlüssel» als einziges das Privileg, Laufkundschaft und Gäste anderer Häuser zu bewirten. Im 16. Jahrhundert konnten gleichzeitig bis zu 700 Gäste beherbergt werden.

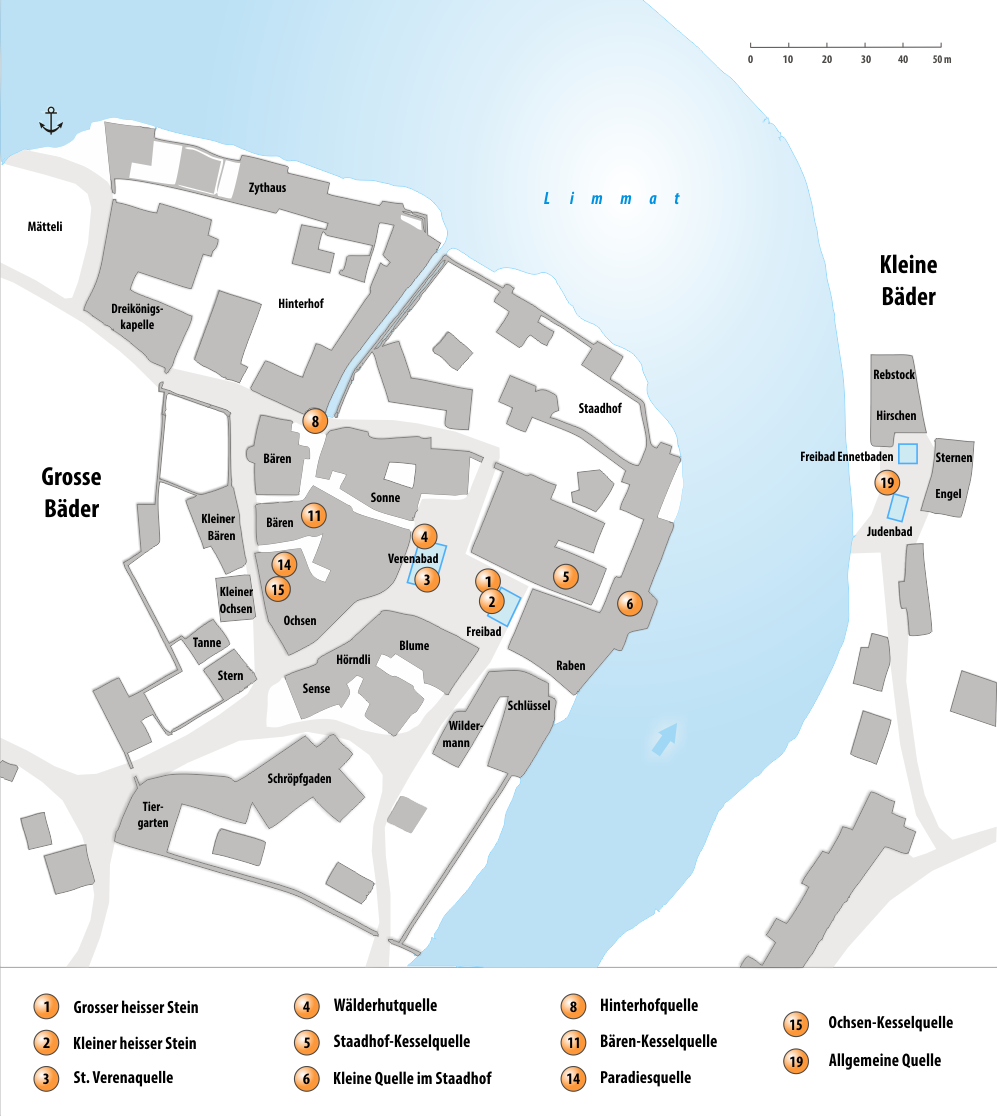
Übersichtskarte der Grossen und Kleinen Bäder (um 1650)

Während für das einfache Volk üblicherweise ein zu heilendes Leiden der Anlass für einen Besuch war, besassen die Aufenthalte hochrangiger Personen einen ausgeprägt repräsentativen Charakter. Die von Ostern bis September dauernde Kursaison bot gute Gelegenheit zu Verhandlungen und allerlei Zeitvertreib in entspannter Atmosphäre. Baden galt als mondänes Modebad. Manche Frau aus begüterten Verhältnissen liess in ihrem Ehevertrag das Recht festschreiben, jährlich eine «Badenfahrt» unternehmen zu dürfen. Nach der Reformation war diese Klausel vor allem in Zürich mit seinen strengen Sittenmandaten beliebt, da im katholischen Baden prachtvolle Kleider und Schmuck weiterhin zur Schau gestellt werden konnten. Vom 14. bis zum 18. Jahrhundert war es üblich, dass Wirte, die Stadt Baden und die Tagsatzung zwecks Beziehungspflege besonders hochgestellten Gästen so genannte «Badegeschenke» entrichteten. Dazu gehörten Geld, aber auch Ochsen und Jagdwild zum Verzehr.
Das Prinzip, dass die Landesherren alle mit den Bädern verbundenen Rechte als Lehen vergaben, lockerte sich allmählich. Urkunden von 1376 und 1404 belegen erstmals die Überführung von Gasthäusern und Quellen in freies Eigentum der Wirte, die nun über das Thermalwasser selbst verfügen durften. Dieser Trend beschleunigte sich nach der Eroberung des Aargaus. Beispielsweise übernahm die Stadt Baden die Aufsicht über die öffentlichen Bäder. Hingegen blieb der Hinterhof bis ins 18. Jahrhundert eidgenössisches Lehen. Politisch und rechtlich gehörte die Bädersiedlung stets zu Baden, doch galten hier Sonderregeln, die durch Badeknechte durchgesetzt wurden. Gäste waren vor dem Zugriff ihrer Herkunftsorte geschützt, ebenso gewährte ihnen der Landvogt der Grafschaft Baden freies Geleit. Erst nach der Badenfahrt konnten sie wieder gerichtlich belangt werden. Glücksspiel, Tanz und Prostitution waren gestattet und zahlreichen Reglementierungen unterworfen. Badegerichte urteilten über Verstösse gegen hygienische, sittliche und religiöse Vorschriften. Von dieser besonderen Rechtsprechung profitierten nur hochgestellte Persönlichkeiten.
Die Einstellung gegenüber dem Betteln wandelte sich allmählich. Im Mittelalter galt es als christliche Tugend, Almosen an Bedürftige zu verteilen. Vermögende konnten auch «Seelenbäder» ausrichten, d. h., sie bezahlten die Unterkunft sowie die Betreuung des Bades und der Badenden. Dadurch erhofften sie sich Seelenheil im Jenseits. Ab dem 15. Jahrhundert war das Betteln verboten. Gemäss einer Verordnung von 1498 durfte der Bettelvogt die Bettler nach zwei Nächten wegschicken – falls sie nur zum Baden gekommen waren, erst nach zwei Wochen. Erbettelte Almosen durften ihnen abgenommen werden. Ab 1601 konnten Bettler und Landstreicher bereits an lokalen Zollstellen aufgehalten und zurückgewiesen werden. Wirten, die wiederholt unerwünschte Personen beherbergten, drohte ab 1640 die Verbannung. Die Situation besserte sich kaum, sodass Landvogt Franz Ludwig von Graffenried im Jahr 1754 einen Badarmenfonds gründete, mit dem private Spender die materielle und medizinische Versorgung bedürftiger Badegäste sicherstellten. Durch diese Massnahme verschwand die offensichtlichste Armut aus den Bädern allmählich. Mit der Einsetzung des ersten amtlichen Badarmenarztes im Jahr 1805 wurde die Armenfürsorge institutionalisiert.

### Zwischenzeitlicher Bedeutungsverlust

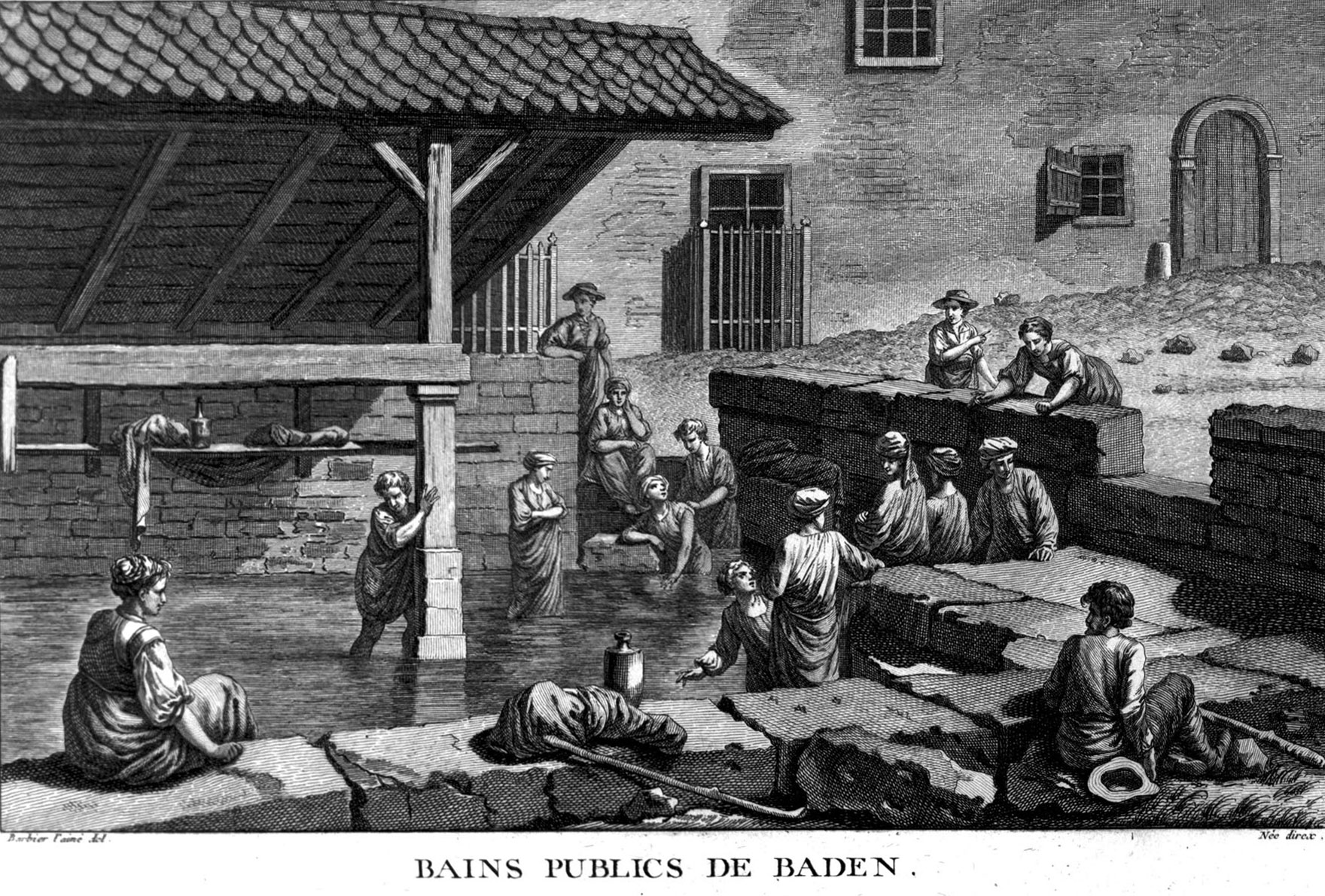
Das Freibad um 1780

Ab etwa 1500 begann die Anziehungskraft Badens zu schwinden. Dafür verantwortlich waren Seuchen wie Pest und Syphilis, aber auch geänderte Moralvorstellungen. So wurde die seit dem 15. Jahrhundert geltende, bisher aber kaum beachtete Geschlechtertrennung strikter durchgesetzt. Im 16. und 17. Jahrhundert erliess Zürich wiederholt Badenfahrtverbote. Dadurch sollten tatsächliche oder vermeintliche Ausschweifungen unter Kontrolle gebracht werden. Meist hielt die Obrigkeit die Verbote nur für kurze Zeit aufrecht. Neue medizinische Erkenntnisse weckten Zweifel am Nutzen lang andauernder Kuren. Die kaufkräftige Oberschicht wandte sich vermehrt der Trinkkur zu, die weniger zeitintensiv und ortsgebunden war. Wegen des starken Geschmacks und der hohen Temperatur war das Badener Wasser dafür wenig geeignet. Breite Promenaden, weitläufige Parkanlagen, Salons oder grosse Ballsäle, die andernorts in Mode kamen, fehlten in Baden. In der republikanisch-föderalistisch geprägten Eidgenossenschaft gab es keine herrschaftliche oder aristokratische Auftraggeber, die den umfassenden Neubau von Kuranlagen hätten anordnen können.

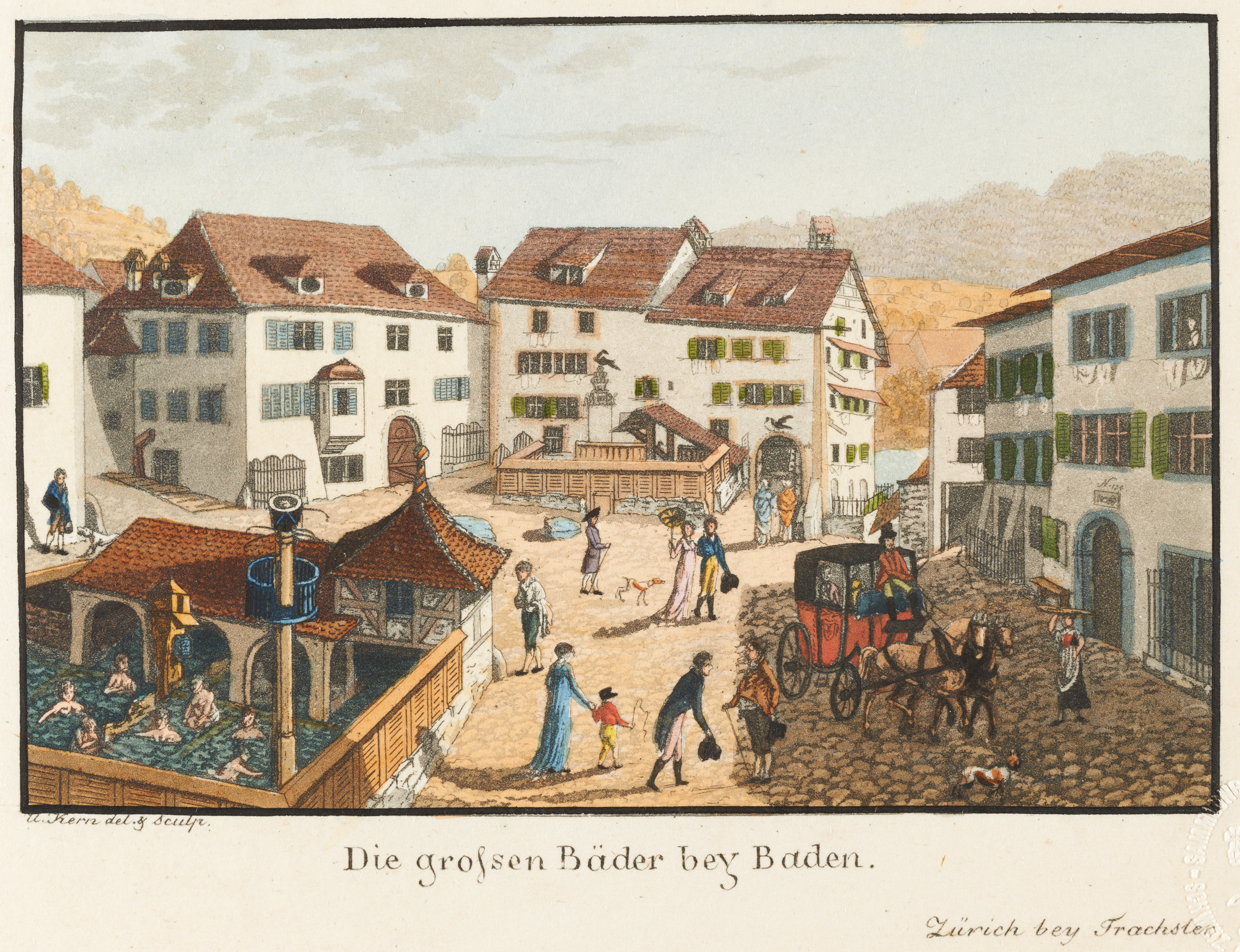
Die Grossen Bäder um 1800

Während des Dreissigjährigen Kriegs blieben ausländische Gäste weitgehend aus. Auch danach bildeten sie nur noch eine kleine Minderheit. Die wohlhabenden Gäste stammten nun überwiegend aus dem Patriziat der eidgenössischen Städte. Nach der Kur, die sie zunehmend in Privat- statt Gemeinschaftsbädern absolvierten, verbrachten sie ihre Mussestunden auf dem «Mätteli». Auf dieser Wiese traf man sich zu Spiel, Unterhaltung und gesellschaftlichem Austausch. 1675 wurde der erste Theatersaal der Schweiz eingerichtet. Im Toggenburgerkrieg von 1712 nahmen Bern und Zürich die Stadt Baden ein und schlossen daraufhin die katholischen Orte von der Mitherrschaft im östlichen Aargau aus. Die Unterlegenen hatten danach kein Interesse mehr, sich hier weiterhin zu Tagsatzungen zu treffen. Dadurch ging den Bädern eine zahlungskräftige und prestigeträchtige Kundschaft verloren.
1714 brachten die Friedensverhandlungen zum Ende des Spanischen Erbfolgekriegs kurzfristig nochmals hochadeliges Publikum nach Baden. An den Glanz alter Tage konnten die Bäder aber nicht mehr anknüpfen und es folgte eine jahrzehntelange Stagnation, während der die Wirte kaum noch Investitionen tätigten. Davon weniger stark betroffen waren die Kleinen Bäder, die seit jeher eine ländliche und kleinbürgerliche Kundschaft anzogen und weiterhin das Ziel der einfachen Leute blieben. Dort gab es seit 1644 ein Badebecken, das Juden vorbehalten war. Der Tiefpunkt wurde während der Zeit der Helvetischen Republik erreicht: Französische Besatzungstruppen beanspruchten die Unterkünfte dauerhaft für sich und verursachten hohe Einnahmeverluste. Allein der Staadhof musste zwischen Frühling 1798 und Ende 1800 rund 4000 Soldaten beherbergen und erlitt einen finanziellen Schaden von etwa 5000 Gulden. Zwischen der Ersten und der Zweiten Schlacht um Zürich im Jahr 1799 verlief die Frontlinie zwischen Franzosen und Österreichern der Limmat entlang; jeglicher Verkehr zwischen den Grossen und Kleinen Bädern war unterbrochen.

### Blütezeit im 19. Jahrhundert

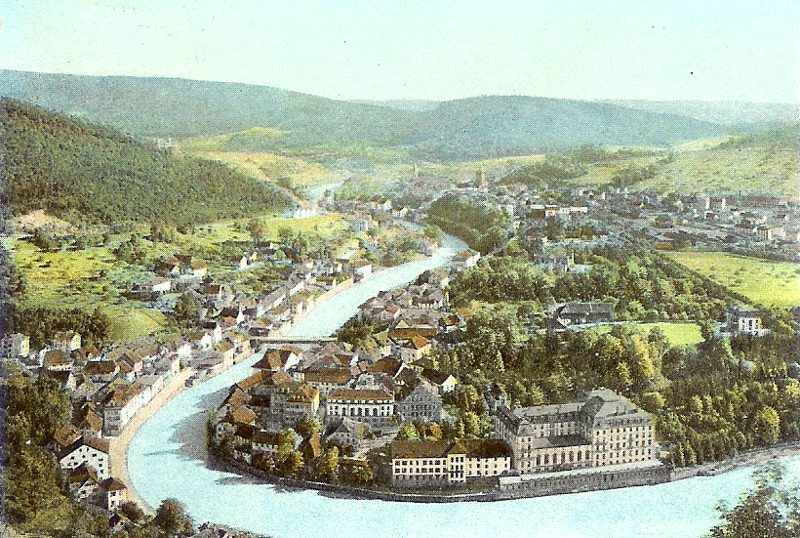
Postkarte von Baden mit dem Bäderquartier (1904)

1803 führte die Gründung des Kantons Aargau zu grundlegend neuen rechtlichen Rahmenbedingungen, die endgültige Überwindung der zum Teil noch mittelalterlichen Besitzverhältnisse schuf wirtschaftliche Anreize für Modernisierungen und Ausbauten. 1811 liess der Staadhof-Wirt als erster einen Teil seiner Gebäude durch moderne Neubauten ersetzen. Weitere Wirte folgten ab den 1820er Jahren seinem Beispiel. Die Verkehrsverhältnisse verbesserten sich markant: 1818 wurde ein Fussgängersteg über die Limmat gebaut, der erste Flussübergang an dieser Stelle seit der Römerzeit. Auf der 1827/28 errichteten Bäderstrasse konnten Kutschen bequem die Grossen Bäder erreichen. Dasselbe ermöglichte die in den 1830er Jahren entstandene Badstrasse in Ennetbaden. Der Kanton liess 1828/29 die Limmatquelle fassen, mit deren Quellwasser das 1838 eröffnete Armenbad betrieben wurde. Damit war es möglich, die öffentlichen Bäder unter freiem Himmel aufzugeben: 1839 verschwand das Freibad, ein Jahr später das Verenabad (ein offenes Becken in Ennetbaden hielt sich bis 1865). In den 1830er und 1840er Jahren entstanden beidseits der Limmat mehrere neue Hotels, die modernen Ansprüchen genügten. Die Grossen Bäder expandierten über die (mittlerweile abgebrochene) mittelalterliche Umfassungsmauer hinaus.

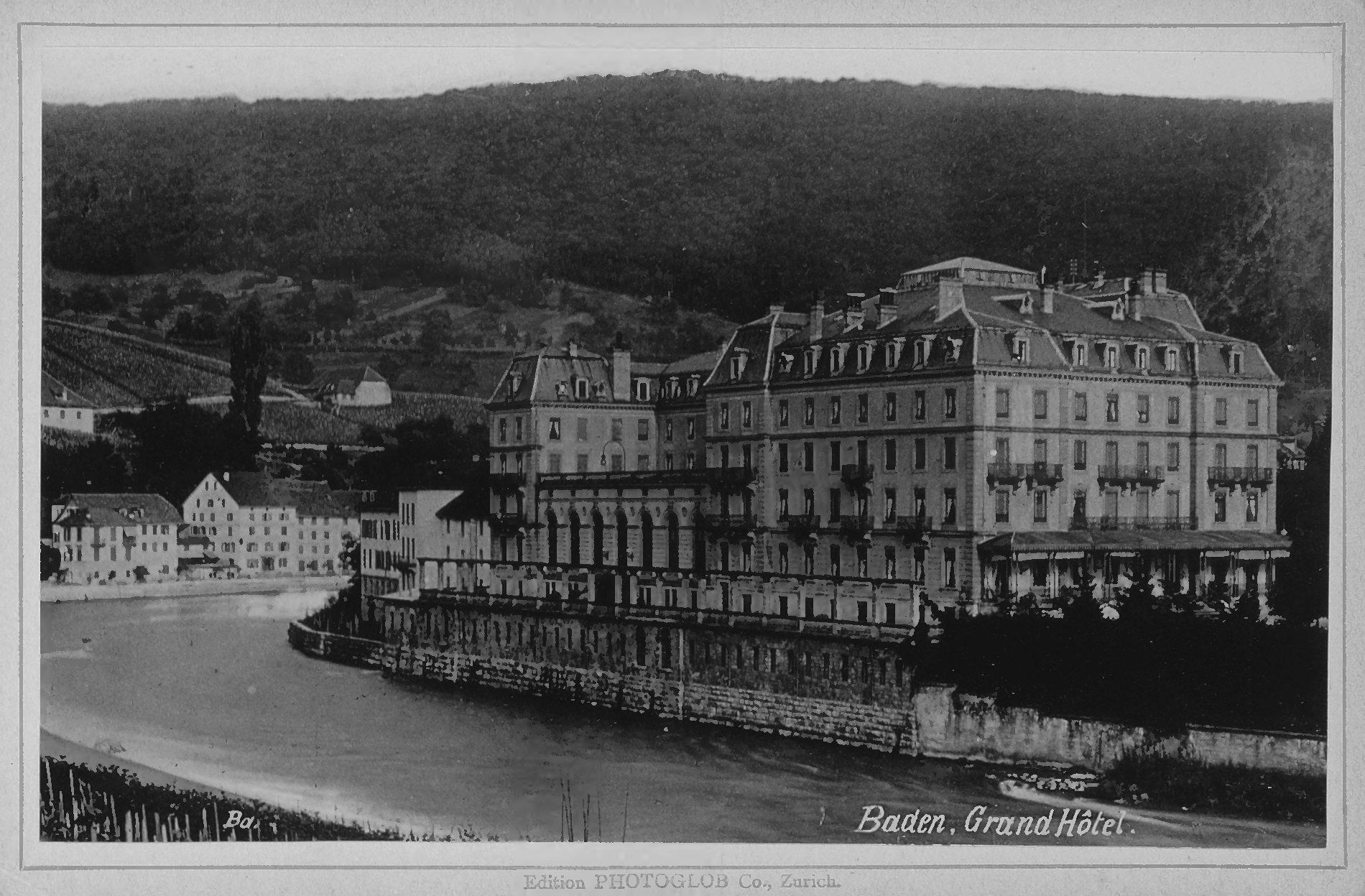
Das Grand Hôtel um 1890

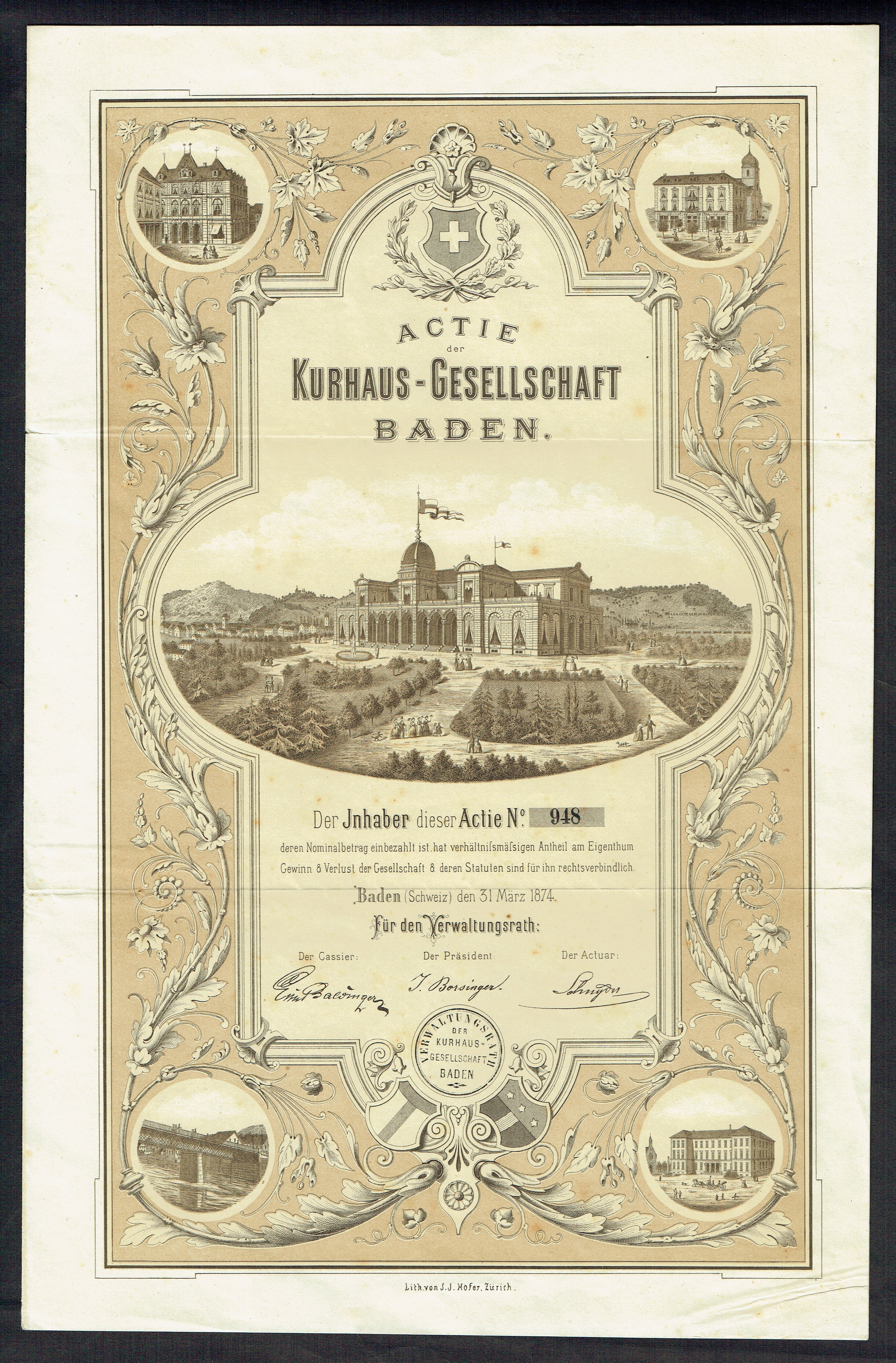
Aktie der Kurhaus-Gesellschaft (1874)

Das Bohren der neuen Schwanenquelle in Ennetbaden brachte 1844 das sensible System aus dem Gleichgewicht. Die übrigen Quellen versiegten beinahe und der Vorzustand konnte erst durch das Einsetzen einer Verschlussblende wiederhergestellt werden. Der Kanton verbot weitere private Bohrungen, dokumentierte die Quellen und legte Schüttungsmengen, Stauhöhen, Auslaufniveaus, Eigentumsverhältnisse und Nutzungsrechte verbindlich fest. Die Investitionen und das Engagement innovativer Badeärzte begannen sich Mitte des 19. Jahrhunderts auszuzahlen, als Baden zu einem international beachteten Kurort aufstieg. Die Gäste entstammten dem gehobenen Bürgertum der Schweiz und verschiedener europäischer Länder. Promenaden entlang der Limmat, Spazierwege auf die umliegenden Anhöhen und Aussichtspavillons ergänzten das touristische Angebot. Die Eröffnung der Bahnstrecke Zürich–Baden, der ersten der Schweiz, am 7. August 1847 führte zu weiter wachsenden Besucherzahlen; der Bahnhof Baden entstand auf halbem Weg zwischen Altstadt und Bäderquartier.
Die Neue Kuranstalt AG, an der fast ausschliesslich auswärtige Geldgeber beteiligt waren, hatte die Absicht, den Kurort im grossen Stil zu fördern und auszubauen. 1872 erwarb sie den Hinterhof, ein Jahr später den Staadhof. Damit besass sie rund ein Drittel des Bäderquartiers und einen bedeutenden Anteil an den Quellen. 1873/74 beseitigte sie die letzten mittelalterlichen Bauten des Hinterhofs. Auf dem Grundstück liess sie nach Plänen von Paul Adolphe Tièche die «Neue Kuranstalt» mit 176 Zimmern und 60 Baderäumen errichten. Dieses mit allen Errungenschaften der Zeit ausgestattete Luxushotel (1882 war es das erste dauerhaft mit Elektrizität versorgte Gebäude in Baden) ging 1885 trotz vieler Besucher in Konkurs. Der neue Besitzer änderte den Namen in «Grand Hôtel», um den Anspruch als erstes Haus am Platz zu untermauern. Auch andere Hotels wurden in den 1870er und 1880er Jahren markant ausgebaut.
Baden stand zunehmend in Konkurrenz zu Höhenkurorten und anderen Tourismusdestinationen im In- und Ausland. Insbesondere das Fehlen eines grossen Veranstaltungssaals als gesellschaftlicher Mittelpunkt und eines Kurparks wurde als Standortnachteil empfunden. Nach dem Scheitern eines Projekts von Gottfried Semper gründete sich 1871 die Kurhaus-Gesellschaft, die einen Architektenwettbewerb ausschrieb. Der Kursaal auf dem Haselfeld wurde 1875 mitsamt Park eröffnet. Dank der Umstellung auf ganzjährigen Kurbetrieb konnte die Anzahl der Logiernächte zwischen 1882 und 1913 von 78'000 auf 149'000 verdoppelt werden. Gegen Ende des 19. Jahrhunderts war die Kur zu einem Massenphänomen geworden, gleichzeitig aber auch von einem schleichenden Prestigeverlust betroffen. Mit ein Grund dafür war der Wandel Badens zu einer Industriestadt, insbesondere nach der Gründung der Brown, Boveri & Cie. (heute ABB), deren Produktionsanlagen ab 1891 in der Nähe des Bäderquartiers entstanden.

### Niedergang im 20. Jahrhundert

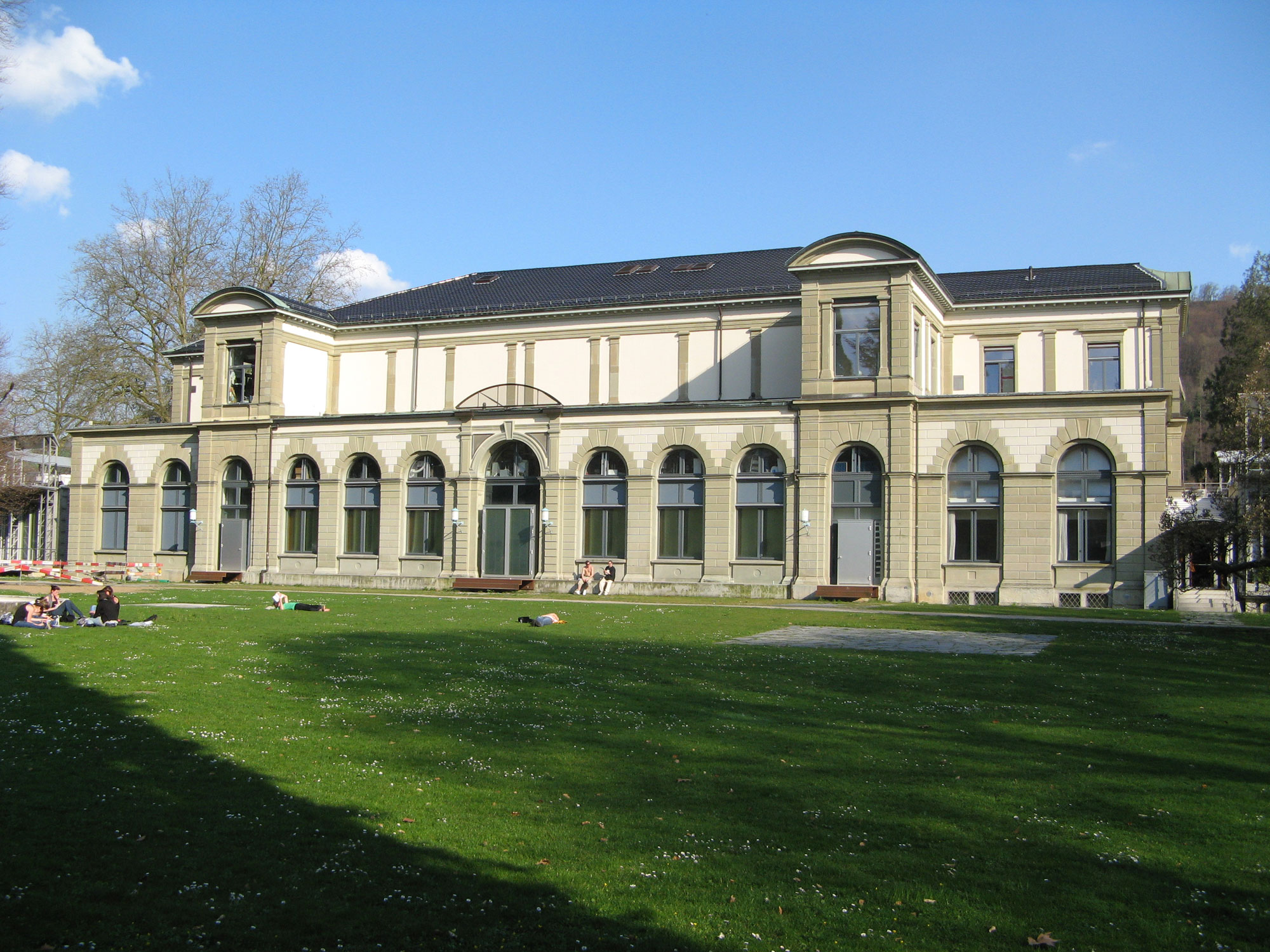
Kursaal

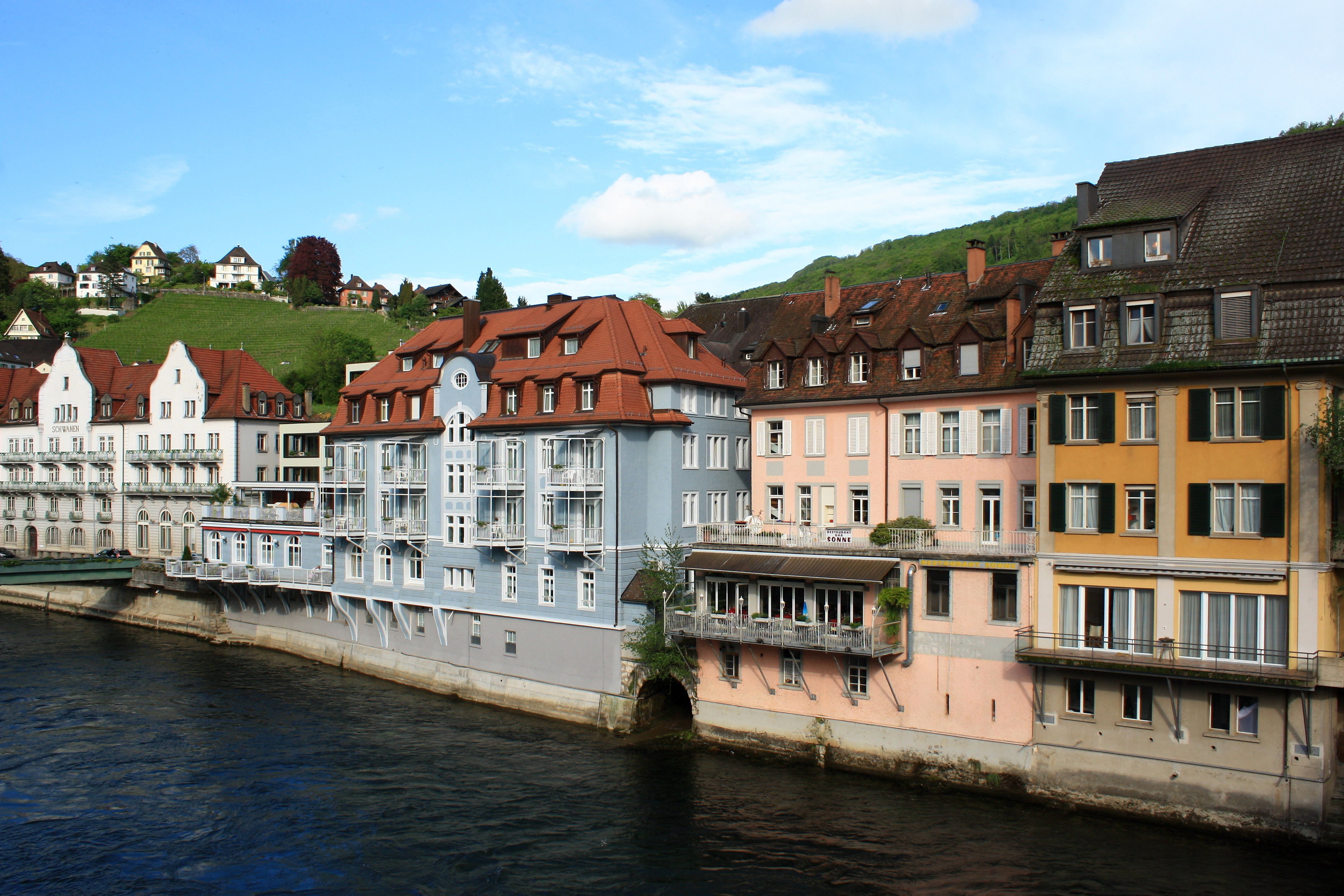
Ehemalige Badehotels in Ennetbaden

Im Ersten Weltkrieg brachen die Gästezahlen ein. Das Fernbleiben ausländischer Besucher konnte in der Zwischenkriegszeit durch neue inländische Kundschaft ausgeglichen werden. Dafür verantwortlich waren die Sozialversicherungen, die Kuraufenthalte ganz oder teilweise als Mittel zur Rehabilitation und Wiedererlangung der Arbeitskraft bezahlten. Diese neue Sozialkur von Unter- und Mittelschicht verdrängte die bisher übliche mondäne Gesellschaftskur. Die medizinisch-therapeutische Ausrichtung hatte einen Attraktivitätsverlust für das klassische kaufkräftige Kurpublikum zur Folge, das Baden nun weitgehend fernblieb. Besonders unter dem Strukturwandel litt das Grand Hôtel, das als Relikt der untergegangenen und dekadenten Belle Époque galt. Nachdem es ab September 1939 zunächst saisonal geschlossen worden war, diente es während des Zweiten Weltkriegs als Truppenunterkunft. 1943 verlangten die Gläubiger die Liquidation der Betriebsgesellschaft und den Abbruch des unrentablen Hotels. Schliesslich wurde das Gebäude am 18. August 1944 durch die Schweizer Armee gesprengt, nachdem es zuvor mehrere Wochen lang als Übungsobjekt für verschiedene militärische Einheiten und für Feuerlöschübungen des Luftschutzes verwendet worden war.
Leiden, die früher nur durch Bäder und andere Therapien geheilt werden konnten, wurden zunehmend durch chirurgische Eingriffe oder Medikamente behandelbar. Die Sozialversicherungen waren deshalb nur noch in Ausnahmefällen bereit, lange Kuraufenthalte zu bezahlen; im Fokus stand nun die postoperative Rehabilitation. Kurorte verloren nach dem Zweiten Weltkrieg ihre Attraktivität als Urlaubsdestination, ein Kuraufenthalt galt als Inbegriff von Alter und Krankheit. Baden versuchte den Rückgang mit dem Bau eines öffentlichen Thermalbads aufzuhalten, zumal Wannenbäder in Hotels und Kliniken nicht mehr zeitgemäss waren. Erste Ideen dazu gab es 1938, sechs Jahre später veröffentlichte Armin Meili eine Studie. Mitte der 1950er Jahre nahm die Verenahof AG, welche die Konkursmasse des Grand Hôtels gekauft hatte, die Umsetzung in Angriff. Nach dem Abbruch mehrerer Nebengebäude des Staadhofs und des Hinterhofs begannen 1960 die Bauarbeiten. Das von Otto Glaus entworfene und am 1. Oktober 1964 eröffnete Thermalhallenbad war damals das grösste der Schweiz und wurde 1980 um ein Aussenbecken ergänzt. Glaus errichtete von 1967 bis 1969 auch den Neubau des Staadhofs mitsamt pavillonartiger Trinkhalle.
Trotz dieser Investitionen begann die Gästezahl bald wieder zu sinken. Die örtliche Hotellerie richtete sich auf Geschäftsreisende aus, für die das Kurangebot nicht der Hauptgrund der Reise war, sondern allenfalls ein angenehmes Zusatzangebot. Baden und Ennetbaden verpassten den Wellness-Trend und fielen weit hinter die Aargauer Konkurrenten Bad Zurzach, Rheinfelden und Schinznach-Bad zurück, denen es rechtzeitig gelungen war, das altmodische Image abzustreifen. Darüber hinaus war Ennetbaden ab den 1960er Jahren stark vom Durchgangsverkehr beeinträchtigt. Die dortigen Hotels wurden nach und nach umgenutzt oder abgebrochen; der Kurbetrieb kam um 1980 zum Erliegen. Danach griff die Schliessungswelle auch auf Baden über. 1994/95 keimte nochmals Hoffnung auf, als die israelische Investorengruppe Control Centers Ltd. das 150 Millionen Franken teure Projekt «Riverfront» mit multifunktionalem Bade-, Wohn- und Vergnügungskomplex vorstellte. Nachdem Zweifel an der Realisierbarkeit auftauchten und die Investoren sich früh zurückzogen, zerschlug sich dieses Vorhaben. Das Hotel Verenahof, nach der Sprengung des Grand Hôtels der grösste Betrieb, schloss 2002, während im Staadhof nur noch das medizinische Zentrum übrigblieb. Als einziges Badehotel behauptete sich das Hotel Blume.

### Revitalisierungsprojekt

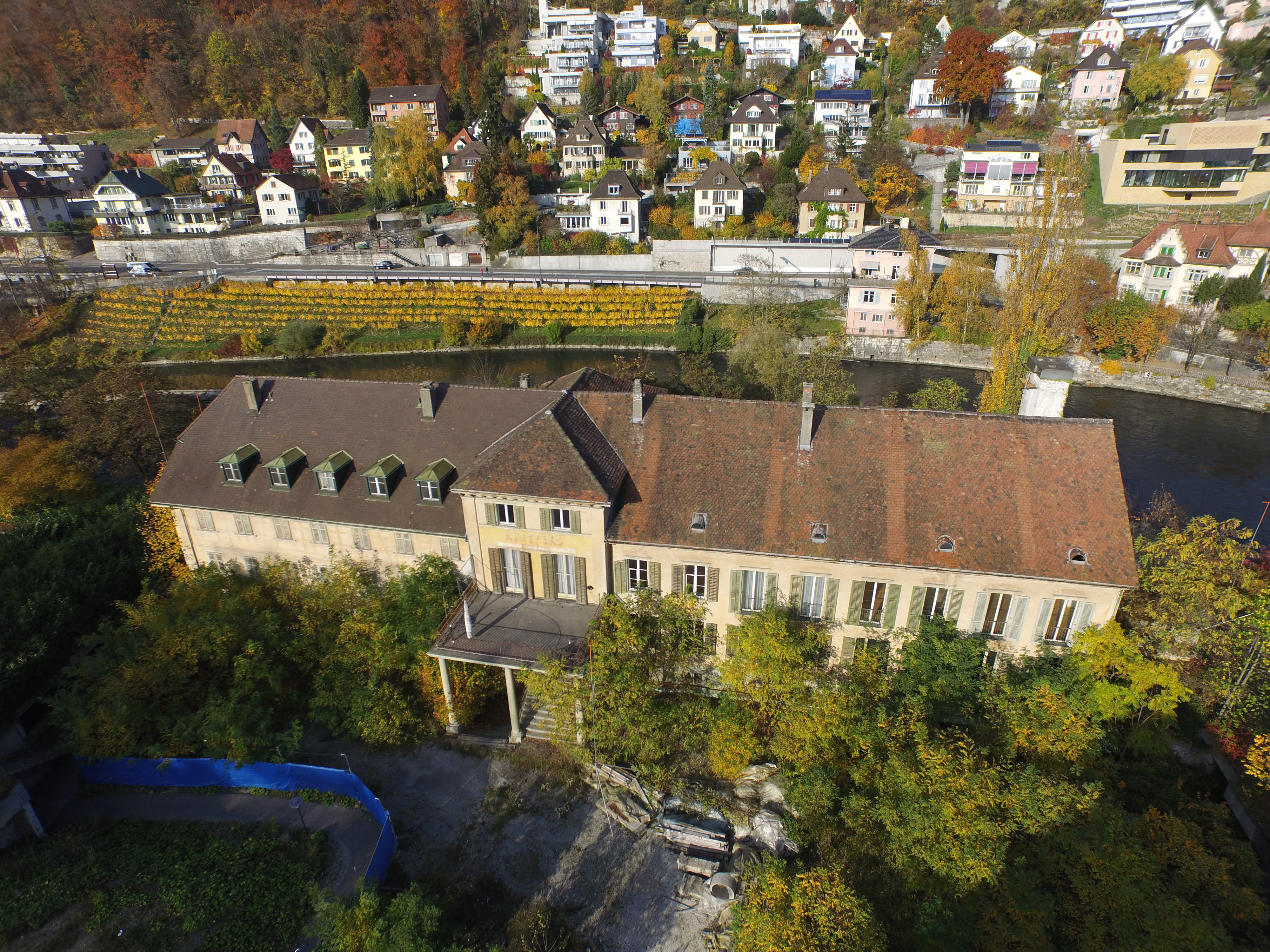
Das 2017 abgebrochene Hotel Römerbad

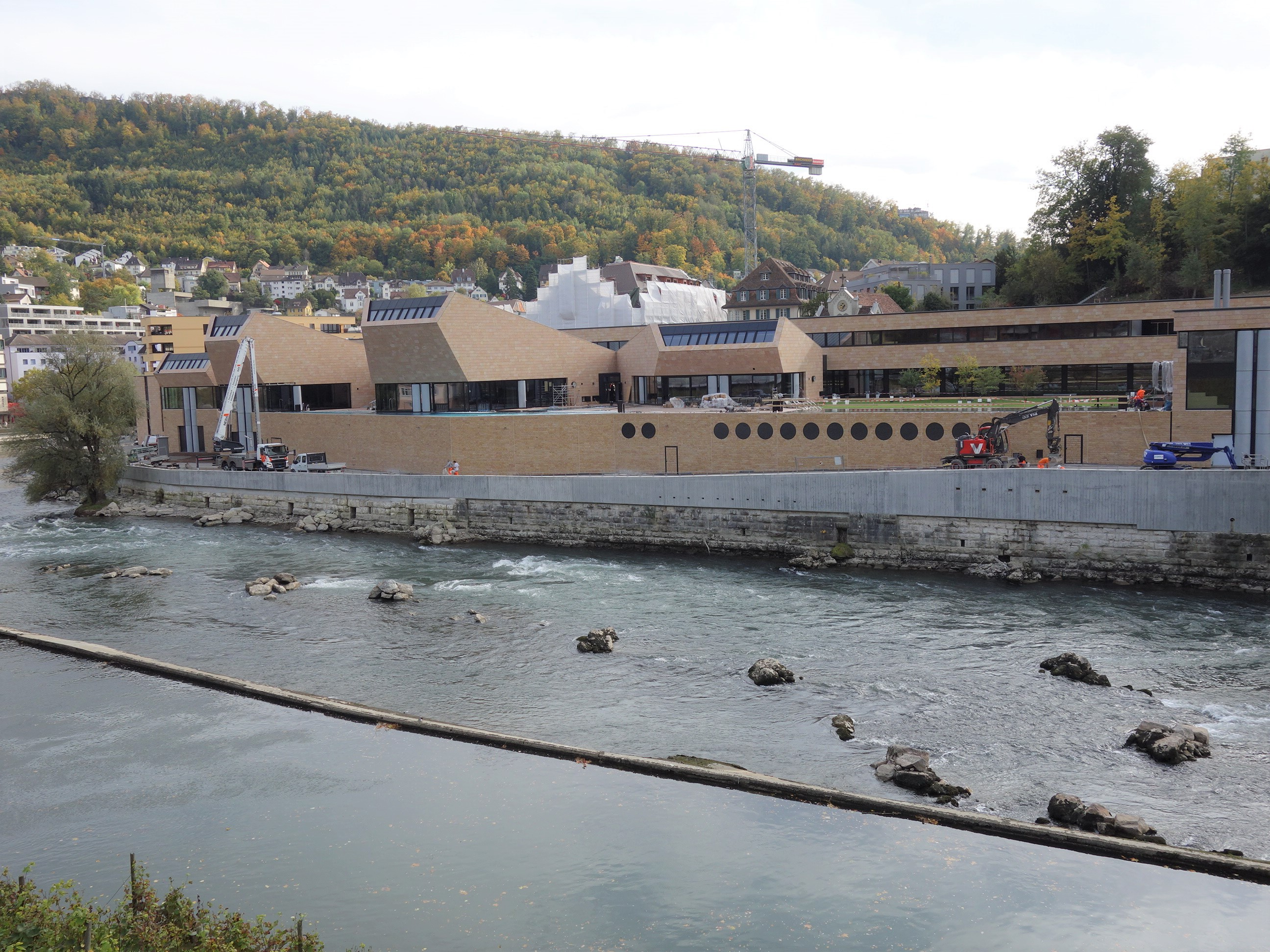
Fortyseven kurz vor der Eröffnung

Baden, Ennetbaden und Obersiggenthal veröffentlichten 2002 ein Entwicklungsleitbild, das als Grundlage für die Wiederbelebung des sanierungsbedürftigen Bäderquartiers diente. Durch Änderung der Planungsvorschriften sollte eine neue Nutzungsstruktur geschaffen werden, die nicht alleine vom Bade- und Hotelleriebetrieb abhängig ist und eine nachhaltige Entwicklung ermöglicht. Erster Schritt war der Bau der Umfahrungsstrasse in Ennetbaden, um die Kern- und Bäderzone vom Durchgangsverkehr (bis zu 10'000 Fahrzeuge täglich) zu befreien. Kernstück ist der 647 m lange Goldwandtunnel. Nach 34 Monaten Bauzeit erfolgte die Eröffnung am 8. November 2008, am selben Tag wurde die Schiefe Brücke für den motorisierten Individualverkehr gesperrt. In der Folge entstand entlang der Badstrasse wieder eine Promenade und es setzte ein markanter Sanierungs- und Modernisierungsschub ein.
Ab 1996 verfolgte die Verenahof AG das Ziel, die Hotels Bären, Ochsen und Verenahof abzubrechen und durch ein neues Thermalbad zu ersetzen. Das Vorhaben stiess auf starken Widerstand und scheiterte 2005 endgültig. Ein Jahr später übernahm ein lokaler Immobilieninvestor die Aktienmehrheit und leitete, basierend auf einer von Max Dudler erstellten Machbarkeitsstudie, neue Planungen ein. Gemeinsam mit der Stadt Baden erteilte er einen Studienauftrag an fünf renommierte Architekturbüros. Im August 2009 erhielt das Projekt von Mario Botta den Zuschlag. Geplant ist eine neue Therme entlang dem Flussufer, bestehend aus einem 160 m langen Baukörper mit Natursteinfassade, aus dem fingerartige Öffnungen in den Himmel ragen. Vorgesehen sind mehrere Innen- und Aussenbecken unterschiedlicher Temperatur, eine Saunalandschaft, Therapieräume und ein Restaurant. Das Hotel Staadhof aus den 1960er Jahren wird durch ein Wohn- und Ärztehaus ersetzt. Die denkmalgeschützten Hotels Bären, Ochsen und Verenahof werden im Innern miteinander verbunden und zu einer Rehabilitationsklinik mit 78 Zimmern umgestaltet. Ferner sollen der öffentliche Raum aufgewertet und ein neuer Steg zum ehemaligen Oederlin-Fabrikareal in Obersiggenthal errichtet werden.
Das 1963/64 erbaute Thermalbad wurde Ende Juni 2012 geschlossen, da es auf dem Baugrund der neuen Therme steht. Ursprünglich hätten die Arbeiten am 160 Millionen Franken teuren Projekt 2013 beginnen sollen, doch lagen die erforderlichen Baubewilligungen aufgrund von Einsprachen und weiteren Verzögerungen erst 2016 vor. Die Umsetzung des Projekts begann am 17. Januar 2017 mit dem Abbruch des baufälligen Hotels Römerbad (ehemalige Dependance des Grand Hôtels) und des Thermalhallenbads. Verschiedene Projektanpassungen am Verenahof verzögerten anschliessend den Baubeginn um mehr als ein Jahr. Schliesslich erfolgte der Spatenstich für die Botta-Therme am 17. April 2018. Die Eröffnung erfolgte am 21. November 2021 unter dem Namen Fortyseven (abgeleitet von der Temperatur des Wassers).

## Forschungsgeschichte

### Balneologie und Geologie
Ab dem späten 15. Jahrhundert enthielten Reiseberichte über Baden nicht mehr nur Schilderungen von Eindrücken und Ereignissen, sondern begannen sich auch mit dem Thermalwasser zu beschäftigen. 1480 verfasste Hans Folz den ältesten bekannten balneologischen Bericht in deutscher Sprache und schrieb darin von den Beobachtungen, die er hier gemacht hatte. Heinrich Gundelfingen schrieb 1489 einen Bericht über die medizinischen Wirkungen des Thermalwassers und gab Ratschläge für eine erfolgreiche Kur. 1516 publizierte Alexander Seitz das erste gedruckte Werk über Baden. Darin beschrieb er detailliert die «krafft, tugend und eygenschafft» der Badener Quellen. Um 1550 schilderte Conrad Gessner eingehend Bade- und Trinkkuren und deren Einfluss auf den menschlichen Organismus. Wie Seitz vor ihm hielt er Trinkkuren für weitaus nützlicher. 1702 fasste Salomon Hottinger das damalige Wissen in Thermae Argovia Badenses ausführlich zusammen. Er sprach sich gegen lang andauernde Gemeinschaftsbäder aus und empfahl zeitlich begrenzte Einzelbäder, die besser auf die Konstitution und Krankheit des Patienten angepasst seien.

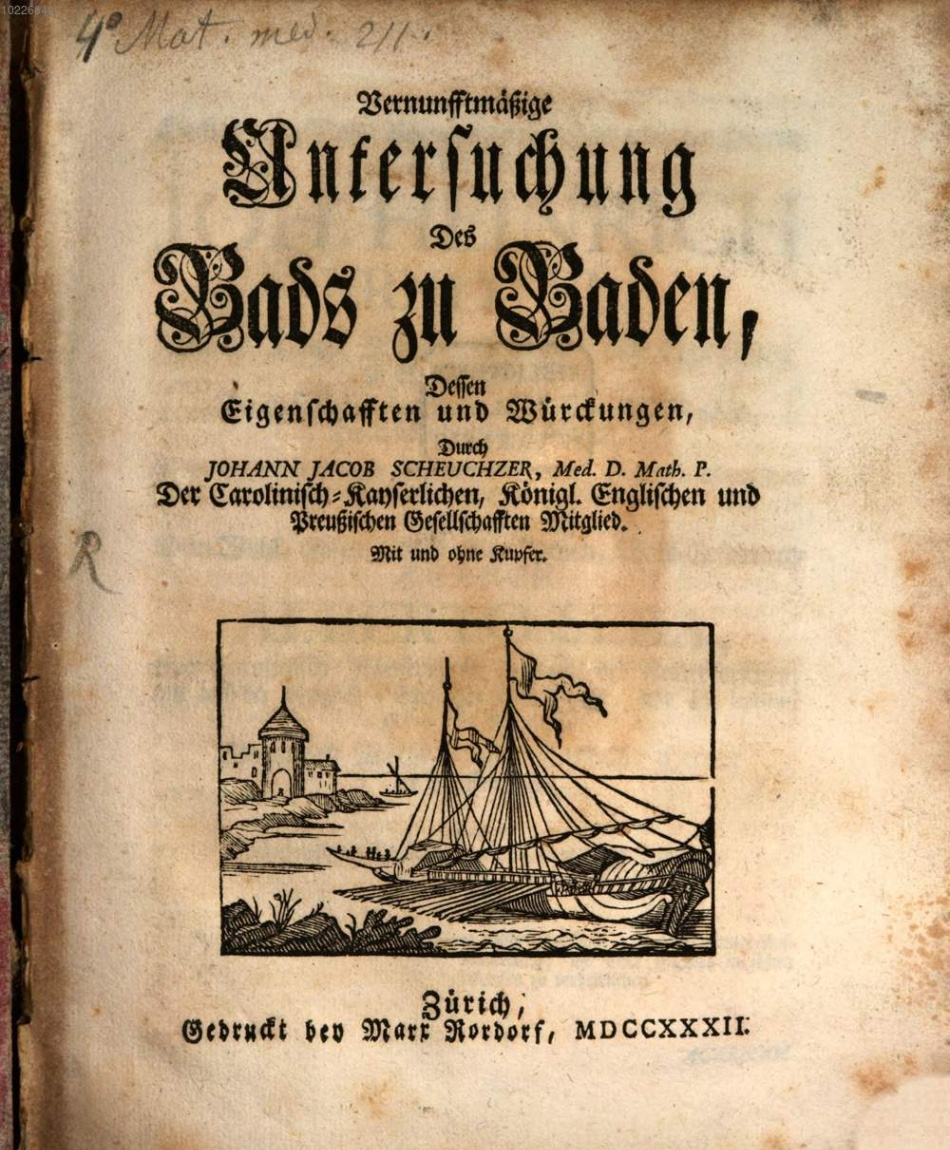
Vernunfftmäßige Untersuchung des Bads zu Baden von Johann Jakob Scheuchzer (1732)

1732 befasste sich Johann Jakob Scheuchzer in Vernunfftmäßige Untersuchung des Bads zu Baden mit dem Ursprung der Quellen, deren Mineralgehalt und ihrer hygienischen Wirkung. Ebenso beschrieb er den Ablauf einer Kur sowie den Einsatz von Barbieren und Schröpfern. 1792 verfasste der reformierte Pfarrer Samuel Rengger zuhanden der Obrigkeit in Zürich mehrere Berichte über das Kurwesen, in denen er insbesondere die mangelnde medizinische Betreuung der Kranken und den bedenklichen Zustand der örtlichen Apotheken kritisierte. 1824 beurteilte Alexandre Vinet die Wirkung der Bäder als positiv; als wertvolle Neuerung betrachtete er die kürzlich erfolgte Einführung von Dampfbädern. Der Badearzt Johann Alois Minnich veröffentlichte 1845 mit Baden und seine warmen Heilquellen in medizinischer, naturhistorischer und topographischer Hinsicht ein Werk von medizingeschichtlich und kulturhistorisch grosser Bedeutung. Seine detaillierten Beschreibungen von Krankheitsbildern und Kurerfolgen wurden zu wichtigen Grundlagen der Kurmedizin und trugen dazu bei, die Kur als ganzheitliche Heilmethode zu betrachten.
Über die Herkunft des Thermalwassers gab es zahlreiche Hypothesen. Hottinger und Scheuchzer vermuteten die Lägern als Einzugsgebiet. 1817 bezeichnete Johann Gottfried Ebel ein Gipsvorkommen bei Ehrendingen am Nordhang der Lägern als Ursprung der Mineralisierung. Heinrich Zschokke hingegen mutmasste 1816, das Thermalwasser sei das Ergebnis vulkanischer Tätigkeit in den Glarner Alpen, die durch Gesteinsschichten mit der Lägern verbunden seien (juveniles Wasser). 1884 vertrat Albert Heim die Ansicht, Regenwasser versickere in den Urner Alpen um Engelberg und fliesse durch Muschelkalkschichten bis nach Baden. Albert Mousson hingegen war bereits 1840 der Meinung gewesen, das Wasser komme von Westen her aus dem Jura. 1902 unterstützte Friedrich Mühlberg diese Theorie mit umfangreichen geologischen Untersuchungen, die Ursache für die Erwärmung des Wassers konnte aber auch er nicht feststellen. 1943 versuchte Adolf Hartmann den Nachweis zu erbringen, dass das Wasser auf der Müseren-Hochebene westlich von Baden versickert, in der Streichrichtung der Schichten nach Osten in die Tiefe sinkt, sich unter der Lägern sammelt und nach oben steigt. Die Erwärmung erklärte er mit weit nach Südwesten reichenden vulkanischen Gesteinen des Hegaus. Paul Haberbosch griff diese Theorie zwei Jahre später auf und meinte, die Wassermenge von der Müseren-Hochebene allein sei nicht ausreichend, weshalb er zusätzlich die Beteiligung eines Grundwasserstroms der Reuss annahm.
Der Badener Apotheker und Heimatforscher Ulrich Münzel schrieb während seines Studiums an der ETH Zürich eine Dissertation, die sich ausführlich mit der Geologie, Hydrologie und Mineralogie des Badener Thermalwassers sowie mit dessen balneologischen Anwendungen beschäftigt. Die 1947 als Monografie veröffentlichte Dissertation vereinigt naturwissenschaftliche Forschung mit kulturhistorischer Quelleninterpretation und gilt heute noch als Standardwerk. Spätere Untersuchungen bestätigten weitgehend Münzels Erkenntnisse, mit Ausnahme der Geologie. In den 1960er Jahren setzte sich aufgrund von Isotopenuntersuchungen die Erkenntnis durch, dass überregionale Fliesssysteme existieren, die mehrere Möglichkeiten der Wasserherkunft gleichzeitig zulassen. Eindeutig widerlegt ist die alpine Herkunft.

### Archäologie
1451 oder 1452 beschrieb Felix Hemmerlin im Tractatus de balneis naturalibus ausführlich die Bäder. Er berichtete über eine Restaurierung des Grossen Heissen Steins, die 1420 durchgeführt worden war. Damals stiessen Arbeiter auf antikes Gemäuer und fanden römische Münzen aus Gold, Silber, Kupfer und Messing sowie ein aus Alabaster geschnitztes Götzenbild, das angeblich Kaiser Augustus darstellte. 1564 fand man beim Hinterhof eine Weihinschrift an den «deus invictus», die heute verschollen ist. Bei Bauarbeiten kamen immer wieder Gegenstände zum Vorschein, überwiegend Münzen. Besonders gut erhalten sind sieben Bronzefiguren, die 1871 auf dem Areal der Scheune des Hotels Blume gefunden wurden. Sie stellen römische Götter dar und gehörten vermutlich zu einem Lararium. An der Parkstrasse, knapp westlich der Quellzone, führten der Notar Alfred Meyer und sein Schwiegervater Armin Kellersberger (der frühere Stadtammann) zwischen 1893 und 1898 Grabungen durch und stiessen dabei auf einen Gebäudekomplex. Aufgrund der hohen Zahl gefundener medizinischer Geräte gingen Archäologen jahrzehntelang davon aus, dass es sich um ein römisches Militärspital handle. Nach einer Neubeurteilung der Grabungsberichte und des Fundmaterials Ende der 1980er Jahre wird diese Theorie nicht länger aufrechterhalten, da die Funde aus mehreren Jahrhunderten stammen.
Die Aushubarbeiten für das Thermalhallenbad förderten 1963 eine Apsis zutage, doch unterblieben nähere Untersuchungen. 1967/68 fand im Zuge des Staadhof-Neubaus die erste systematische Ausgrabung im Bäderquartier statt. Unerwartet stellte man fest, dass die Fundamente des Badehotels des frühen 19. Jahrhunderts teilweise direkt auf römischen Mauerzügen aufruhten. Es konnten zwei mit Marmor verkleidete Badebecken (5 × 11 m bzw. 7 × 15 m) und vier kleine Wannen dazwischen freigelegt werden. Das Wasser war über eine 50 m lange Leitung von einer der Quellen zur Apsis geleitet worden. Die Apsis blieb erhalten und wurde in den Souterrain des Neubaus integriert. Ebenfalls 1967 musste der Quellschacht des Grossen Heissen Steins repariert werden. In den Ablagerungen fand man zwei bronzene Kasserollen, zwei abgebrochene Griffe mit Weihinschriften, zwei silberne Denare und rund 300 Kupfermünzen.

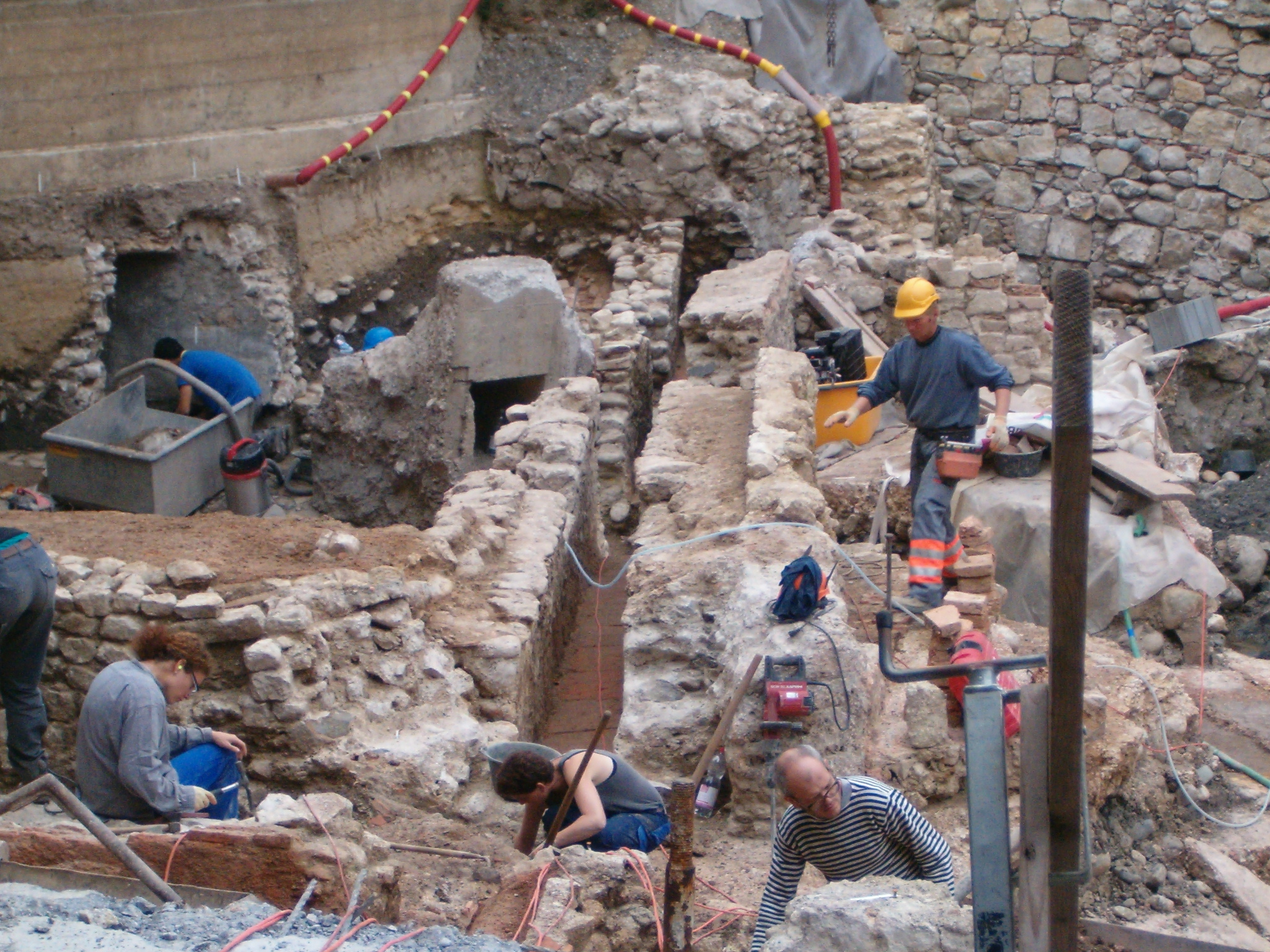
Archäologische Arbeiten im Bäderquartier (2011)

Über die römische Besiedlung in Ennetbaden war lange Zeit kaum etwas bekannt. Dies änderte sich, als die Kantonsarchäologie Aargau 2006 sowie von 2008 bis 2010 im Bereich der einstigen römischen Brücke Ausgrabungen durchführte. Sie konnte den Nachweis erbringen, dass dort eine römische Handwerkersiedlung bestand, die im letzten Drittel des 1. Jahrhunderts abbrannte. Ein daraufhin erbautes, terrassiertes Wohnhaus brannte um 270 ebenfalls nieder. In unmittelbarer Nähe stiess man auf ein alemannisches Grab aus der zweiten Hälfte des 7. Jahrhunderts, in dem eine Frau mit Tracht und Schmuck bestattet worden war. Ebenso untersuchte man den Bereich der 1966 abgebrochenen St. Michaelskapelle und fand einen Friedhof vor. In den rund 60 Gräbern aus den Jahren 1669 bis 1807 waren sowohl Einheimische als auch Badegäste bestattet worden.
Nach der Ankündigung des Botta-Grossprojekts führte die Kantonsarchäologie umfangreiche Ausgrabungen durch. Ab April 2009 waren an drei Grabungsstätten bis zu 40 Personen beteiligt, womit diese Untersuchung die grösste war, die im Kanton Aargau je ausserhalb von Vindonissa durchgeführt wurde. Sie dauerte bis Juni 2012 und brachte zahlreiche neue Erkenntnisse, insbesondere über die städtebauliche Entwicklung im Hochmittelalter. Beispielsweise war im 11. Jahrhundert der Bereich unter dem Verenahof drainiert worden, um dort neue Quellen zu fassen sowie neue Bäder und Gasthäuser zu erbauen. Ebenso konnte unter dem Hotel Ochsen ein Badehaus aus dem 13. oder frühen 14. Jahrhundert freigelegt werden. Das zum Hinterhof gehörende «Kesselbad» aus der Zeit um 1500 wurde in die neue Therme integriert.

## Prominente Kurgäste
Baden wurde häufig von berühmten Personen besucht, die hier Linderung von ihren Gebrechen erhofften, sich mit Gleichgesinnten trafen oder ihre geschäftlichen Tätigkeiten mit dem Angenehmen verbanden. Im späten 13. und frühen 14. Jahrhundert hielten sich hier häufig Vertreter der Habsburger auf, die in Baden Amtshandlungen vornahmen. Urkundlich sind mehrere Bäderbesuche von König Rudolf I. zwischen 1275 und 1291 überliefert, ebenso seines Sohnes Albrecht I. (bis 1308) und seines Enkels Leopold I. (bis 1315). Ein Urbar des Klosters Einsiedeln von 1330 enthält erste Notizen von Besuchen durch Kleriker. 1345 nennt ein Bericht des Chronisten Johannes von Winterthur Besuche verschiedener hochrangiger Personen aus Basel und dem Elsass. In Rechnungsbüchern sind auch Besuche der Kaiser Karl IV. (1354), Sigismund (1433/34) und Friedrich III. (1442) sowie von Papst Martin V. (1418) vermerkt. Diebold Schilling der Ältere berichtete in der Berner Chronik ausführlich über den Besuch von Königin Eleonore von Schottland im Herbst 1474. Sie hatte sich zuvor für den Abschluss der Ewigen Richtung, dem Friedensvertrag zwischen der Eidgenossenschaft und Österreich, eingesetzt und stand deshalb in hohem Ansehen.
Würdenträger tätigten vor der Reformation alle Arten der Geldbeschaffung, um standesgemässe Badenfahrten zu finanzieren. Beispielsweise verkaufte Anastasia von Hohenklingen, die Äbtissin des Fraumünsters, im Jahr 1415 einen Meierhof vor den Toren Zürichs, um mit dem Erlös nach Baden zu reisen. 1500 bezahlten die Dominikanerinnen des Klosters Töss dem Papst eine beträchtliche Summe für die Erlaubnis, auf Rücksicht auf die Gesundheit die Bäder in weltlichen Kleidern besuchen zu dürfen. Als besonders ausschweifend fielen Bürgermeister von Zürich auf. Der ansonsten sittenstreng auftretende Hans Waldmann weilte hier 1489, kurz vor seiner Festnahme und Hinrichtung, in Begleitung mehrerer Damen und liess es sich gutgehen. Diethelm Röist, einer seiner Nachfolger, wurde 1534 von nicht weniger als 189 Personen begleitet. 1570 weilte die Herzogin von Württemberg in Baden. Sie hatte ihren reformierten Hofprediger mitgenommen, was gegen den Zweiten Kappeler Landfrieden von 1531 verstiess. Daraufhin wurde sie von den katholischen Orten der Eidgenossenschaft zu einer Geldstrafe von 200 Gulden verurteilt. Weitere hochrangige Besucher waren die Kurfürsten Joachim Friedrich von Brandenburg (1587) und Ernst von Bayern (1607).
Erst gegen Ende der Koalitionskriege zog es wieder Prominenz nach Baden. Zwar kam die Publikation detaillierter Gästelisten erst um 1830 in Mode, doch sind beispielsweise für 1813 Besuche des Revolutionärs Frédéric-César de La Harpe, des Publizisten Paul Usteri und des einflussreichen Politikers Philipp Albert Stapfer bekannt. 1834 war der spätere französische Kaiser Napoleon III. zu Gast. In den 1840er Jahren hielten sich zahlreiche deutsche Dissidenten in den Kleinen Bädern auf, darunter Adolf Ludwig Follen, Georg Herwegh, Ferdinand Freiligrath und Charles Sealsfield. Nach der Anbindung ans Eisenbahnnetz und insbesondere nach der Eröffnung des Grand Hôtels stiegen vermehrt Adlige aus Deutschland, Frankreich und Russland ab, ebenso bekannte Vertreter von Wirtschaft, Wissenschaft und Kultur. Dazu gehören die ehemalige französische Kaiserin Eugénie de Montijo (mehrmals in den 1870er und 1880er Jahren), die Bundesräte Emil Welti (1878) und Bernhard Hammer (1890), die Generäle Hans Herzog (1888) und Edward Montagu-Stuart-Wortley (1902), die Schriftsteller Alexandre Dumas (1854), Gottfried Keller (1886) und Conrad Ferdinand Meyer (1896), der Maler Arnold Böcklin (1889), die Mediziner Rudolf Virchow (1883) und Albert Schweitzer (1906), der Historiker Jacob Burckhardt (1889), die Physiker Marie Curie und Pierre Curie (1898), der Bankier Alphonse de Rothschild (1890), der Filmpionier Louis Lumière (1899) und der frühere französische Ministerpräsident Charles de Freycinet (1915). Der Komponist Richard Strauss kurte mehrmals im Verenahof und arbeitete dort unter anderem an der Oper Arabella. Als letzter prominenter Kurgast von Weltrang gilt der äthiopische Kaiser Haile Selassie, der 1954 nach einem Besuch der Brown-Boveri-Werke einige Tage im Verenahof weilte.

## Kulturelle «Badenfahrten»

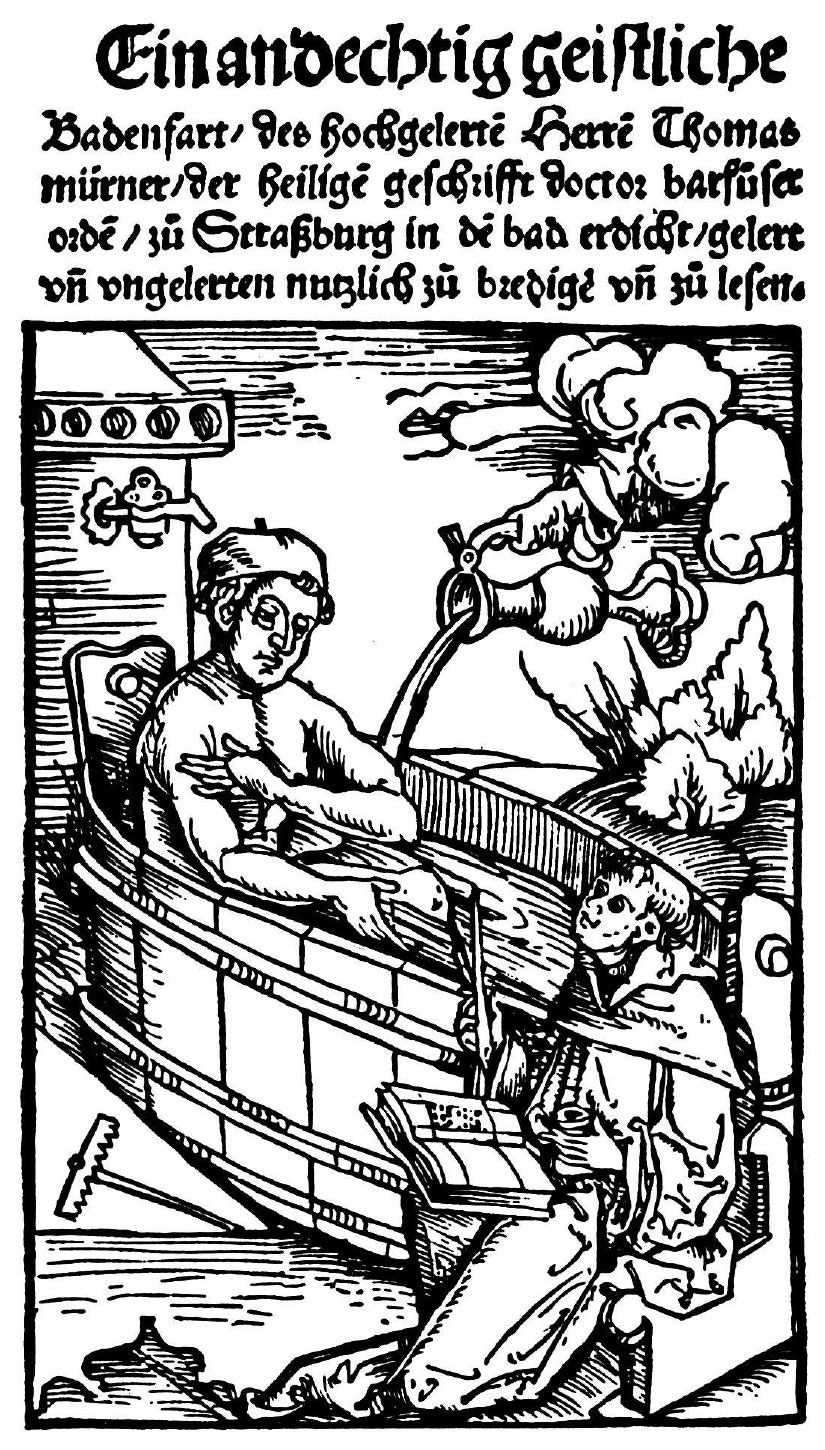
Thomas Murner: Eine andechtig geistliche Badenfahrt (1514)

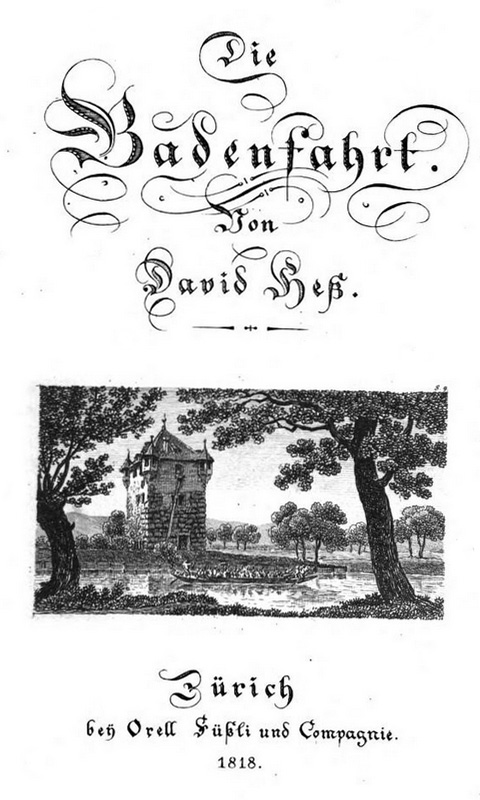
David Hess: Die Badenfahrt (1818)

Literarische Beschreibungen der Bäder und von Begegnungen mit Besuchern sind zahlreich vorhanden. Von Poggio Bracciolini, einem der wichtigsten Humanisten der italienischen Renaissance, stammt eine der frühesten Schilderungen der spätmittelalterlichen Badekultur nördlich der Alpen. Im Mai 1416 hielt er sich in Baden auf, um Rheumatismus in seinen Händen zu behandeln. In einem Brief an seinen Freund Niccolò Niccoli in Florenz stellte er Baden als einen locus amoenus dar, einen idealisierten Lustort im Sinne der antiken Dichter und Philosophen, dem aber stets auch die Ambivalenz des Unmoralischen anhaftet. Er zeigte sich fasziniert von der Lebensfreude der Badenden.

«Die Bäder (…) werden von Männern und Frauen gemeinsam benutzt. Wände trennen sie, und in diesen sind ganz viele Fensterchen eingelassen, durch die sie miteinander trinken und schwatzen, aber auch von der einen nach der anderen Seite sich sehen und sich anfassen können (…) Jedermann darf zu einem Besuch, zu einem Gespräch, einem Scherz und zur Entspannung des Geistes die Bäder der anderen aufsuchen und sich dort aufhalten; so ergibt sich, dass man einen Blick auf die wenig bekleideten Frauen werfen kann, wenn sie aus dem Wasser kommen oder ins Wasser steigen.»

Der von Bracciolini erschaffene Topos prägte das Bild der Badener Bäder massgeblich und wurde von späteren Autoren vielfach aufgegriffen. Die recht lüsternen Beschreibungen und Interpretationen entsprechen aber nur teilweise der Realität. Hinter vielen Texten stand vielmehr die Absicht, das als dekadent geltende Badevergnügen und die moralischen Verfehlungen von Adel, Oberschicht und Klerus zu kritisieren. Pero Tafur, ein kastilischer Reiseberichterstatter, besuchte 1438 die Bäder, um eine Pfeilwunde auszukurieren. Er beobachtete, dass Männer und Frauen häufig zusammen nackt ins Bad stiegen, dort Trinkgelage hielten und ausgiebig sangen. Der sächsische Reisende Hans von Waltheim berichtete 1471 von Einladungen von Adligen aus dem Breisgau und aus Schwaben sowie von Bürgern aus Basel, Konstanz und Lindau.
1514 prägte der Elsässer Thomas Murner den Begriff «Badenfahrt». In der Schrift Ein andechtig geistliche Badenfahrt beschrieb er, inspiriert durch eigene krankheitsbedingte Kuren, eine symbolische Badekur, in der Jesus als Bademeister, Murner als Patient und das Bad als Allegorie für die Busse dargestellt sind. 1526 machte sich der Berner Niklaus Manuel in Fabers und Eggen Badenfahrt über Johannes Eck und Johann Fabri lustig und unterstellte ihnen, sie seien während der Badener Disputation mehr an den Bädern interessiert gewesen als am Zurückdrängen der Reformation. Ein häufiger Gast war Heinrich Pantaleon, Professor der Universität Basel. 1578 veröffentlichte er die Warhafftige und fleißige Beschreibung der uralten Statt und Graveschafft Baden sampt ihrer heilsamen warmen Wildbedern. Darin beschränkte er sich nicht nur auf die Bäder, sondern beschrieb auch die Altstadt und ihre Sehenswürdigkeiten. Im 1668 erschienenen Schelmenroman Der abenteuerliche Simplicissimus von Hans Jakob Christoffel von Grimmelshausen werden die Bäder von Baden ebenfalls erwähnt. Dort ist zu lesen, dass viele Besucher mehr wegen der Vergnügungen hierher gekommen seien und weniger wegen Krankheiten:
Meliora von Muheim, eine aus Uri stammende Nonne im Kloster Hermetschwil, komponierte ein Lied namens Ein nüw Lied, in Badenfahrten lustig zesingen. Es wurde 1617 gedruckt und erzählt in elf Strophen von Krankheit, die von Gott gesandt und in Baden gelindert wird. Eine umfassende literarische Würdigung der Bäder schrieb 1818 David Hess. Der in unterhaltsamen Stil verfasste Reise- und Kurbericht Die Badenfahrt enthält auch eine Abhandlung über die Kulturgeschichte Badens seit dem Mittelalter sowie wissenschaftliche Betrachtungen zum Thermalwasser und zur Kur. Als erster Autor überhaupt befasste er sich mit den Naturschönheiten in der Umgebung Badens wie den Teufelskeller und beschrieb sie romantisch verklärt. Nicht zuletzt wegen der Illustrationen des Kupferstechers Franz Hegi wurde das Buch zu einem Bestseller und trug dazu bei, dass Baden wieder zu einem bedeutenden Kurort aufstieg. Im Vorwort schrieb Hess:

«Nachdem ich, durch des Arztes Machtgeboth zu großem Gewinn für meine Gesundheit wiederholt dahin gesandt, ein früheres Vorurtheil gegen die in den Bädern von Baden übliche Lebensweise mit freudiger Überzeugung beseitigt hatte, fand ich die sonst gemiedenen Gegenstände bey summarischer Betrachtung so gehaltreich, daß dieselben zu beschreiben nicht nur ein Sühnopfer, sondern selbst eine Quelle des Genusses für mich ward.»

1819 stieg der Lyriker Friedrich von Matthisson mehrere Wochen im Staadhof ab. Dort wurde er auf das dichterische Talent der blinden Wirtstochter Luise Egloff aufmerksam und förderte sie. Mit Unterstützung des Musikprofessors Johann Daniel Elster verfasste sie später zwei Kompositionen. Im Sommer 1841 besuchte William Henry Fox Talbot Baden; erhalten hat sich eine Kalotypie des Bäderviertels. Ernst Eschmann schuf 1920 das von Hans Jelmoli vertonte Singspiel Die Badener Fahrt, das von der Fahrt zur Kur nach Baden in einem Weidling auf der Limmat handelt. Das wohl bekannteste Werk über die Badener Thermalbäder stammt von Hermann Hesse, der hier von 1923 bis 1952 jedes Jahr zur Kur weilte. 1925 veröffentlichte er Kurgast, eine Sammlung von Glossen. Über seine erste Kur schrieb er:

«Ich sehe jetzt, wo meine Badener Tage zu Ende gehen, dass es hier in Baden sehr hübsch ist. Ich glaube, ich könnte monatelang hier leben. Ich müsste es eigentlich tun, schon um vieles wieder gutzumachen, was ich hier gesündigt habe, an mir selbst, an der Vernunft, am Kurbetrieb, an meinem Zimmer- und Tischnachbarn.»

Aus der Innensicht des Bäderquartiers schrieb Rosemarie Keller, die dort als Tochter der Wirtin des Hotels «Rosenlaube» aufwuchs. Sie verarbeitete ihre Eindrücke im 1996 erschienenen Roman Die Wirtin. Der Begriff «Badenfahrt» lebt heute im gleichnamigen Volksfest weiter, das alle fünf Jahre durchgeführt wird.